# علی
علی ابن ابی‌طالب (ح. ۲۳ پیش از هجرت – ۴۰ قمری) امام اول تمامی شاخه‌های مذهب شیعه، خلیفهٔ چهارم از خلفای راشدین اهل سنت، و نیز پسرعمو و داماد محمد بود. او فرزند ابوطالب و فاطمه بنت اسد، همسر فاطمهٔ زهرا و پدر حسن، حسین، محمد حنفیّه، زینب و ام کلثوم است. وی از سال ۳۵ تا ۴۰ هجری، کم‌تر از پنج سال به‌عنوان خلیفه بر خلافت اسلامی، حکومت کرد. او در میان طیف وسیعی از مسلمانان از جایگاه برجسته‌ای برخوردار است.
اطلاعات قابل اعتماد دربارهٔ زندگی علی خیلی کم است و تنها می‌توان نمایی کلی از سرگذشت او ارائه کرد. بر اساس روایت منابع اسلامی که اغلب قرن‌ها پس از علی نوشته شده‌اند، در کودکی به دلیل بدهکار شدن پدر علی، محمد سرپرستی او را بر عهده گرفت. پس از دعوت محمد، علی در حدود ۹ تا ۱۱ سالگی از نخستین ایمان‌آورندگان به اسلام گشت؛ پذیرش دعوت او را در یوم الدار علناً اعلام کرد. گفته می‌شود در لیلة المبیت به هجرت محمد کمک کرد و محمد پس از مهاجرت به مدینه و ایجاد پیمان برادری بین مسلمانان، او را به عنوان برادر خویش انتخاب کرد. او در مدینه در اغلب جنگ‌ها پرچم‌دار سپاه اسلام بود و به دلاوری مشهور گشت. مسئلهٔ خلافت پس از محمد منجر به شکاف اصلی میان مسلمانان و تقسیم آنان به دو گروه شیعه و سنی شد. گفته شده محمد در غدیر خم جملهٔ «هر که من ولی او هستم، این علی ولی او است» را به زبان آورده؛ اما مقصود او مورد اختلاف شیعه و سنی است. شیعیان بر این اساس معتقد به نصب امامت و خلافت در خصوص علی شدند و اهل سنت آن را به معنای دوستی و محبت علی تفسیر می‌کنند. پس از درگذشت محمد، جمعی از مسلمانان در سقیفهٔ بنی‌ساعده گرد آمدند و بعد از مشورت با یکدیگر، با ابوبکر به‌عنوان خلیفه بیعت کردند. علی پس از شش ماه با ابوبکر بیعت کرد. او در دوران خلافت سه خلیفهٔ اول در جنگ‌ها شرکت نکرد و جز در مورد انتخاب خلیفهٔ سوم فعالیت سیاسی نداشت. البته هرگاه خلفای سه‌گانه می‌خواستند، در امور دینی، قضایی، و سیاسی به آن‌ها مشورت می‌داد.
علی پس از کشته‌شدن عثمان، به خلافت برگزیده شد. دوران خلافتش با نخستین جنگ‌های داخلی اسلامی و شورش‌هایی نظیر شورش ایرانیان هم‌زمان بود. علی با دو نیروی مخالف مجزا مواجه شد: گروهی به رهبری عایشه، طلحه، و زبیر در مکه که خواهان برگزاری شورا برای تعیین خلافت بودند و گروهی به رهبری معاویه در شام که انتقام خون عثمان را خواستار بودند. علی چهار ماه پس از خلافت در جمل گروه اول را شکست داد؛ اما سرانجامِ جنگ صفین با معاویه به لحاظ نظامی بی‌نتیجه بود و در اثر حکمیت، به لحاظ سیاسی ضد علی تمام شد. او در سال ۳۸ هجری با خوارج—که قبول حکمیت توسط علی را بدعت می‌دانستند و بر او شوریدند—در نهروان جنگید و پیروز شد. او سرانجام در مسجد کوفه به ضرب شمشیر یکی از خوارج به نام ابن ملجم مرادی کشته و در خارج شهر کوفه دفن شد. بر اساس باور شیعه، بعدها حرم او و شهر نجف پیرامون مدفن او ساخته شد.
علی‌رغم تأثیر اختلاف‌های مذهبی در تاریخ‌نگاری مسلمانان، منابع توافق دارند که علی شخصیتی عمیقاً مذهبی و سرسپرده به اسلام و حکومت عادلانه مطابق با قرآن و سنت بود. وی سخت‌گیرانه وظایف مذهبی را مراعات می‌کرد و از متاع دنیوی دوری می‌جست. برخی نویسندگان وی را فاقد مهارت و انعطاف‌پذیری سیاسی می‌دانند. تعداد زیادی از سخنان کوتاه علی، تبدیل به بخش‌هایی از فرهنگ عمومی اسلامی شده است و نویسندگان عرب‌زبان به فصاحت بی‌نظیر خطبه‌ها و سخنان علی اشاره کرده‌اند. از علی در نسخهٔ فعلی قرآن به صورت مستقیم نام برده نشده است ولی در منابع شیعه تا آغاز قرن چهارم هجری، بیش از سیصد آیه دربارهٔ علی و خاندانش که گفته شده پیش از تحریف قرآن بخشی از آن بوده‌اند، دیده می‌شود. علی در شماری از احادیث منسوب به محمد و خطبه‌های منسوب به خودش با عیسی مسیح مقایسه گردیده و «مسیح دوم» — در معنای منجی آخرالزمان — خطاب شده است.

## نام و تبار

### نام و القاب

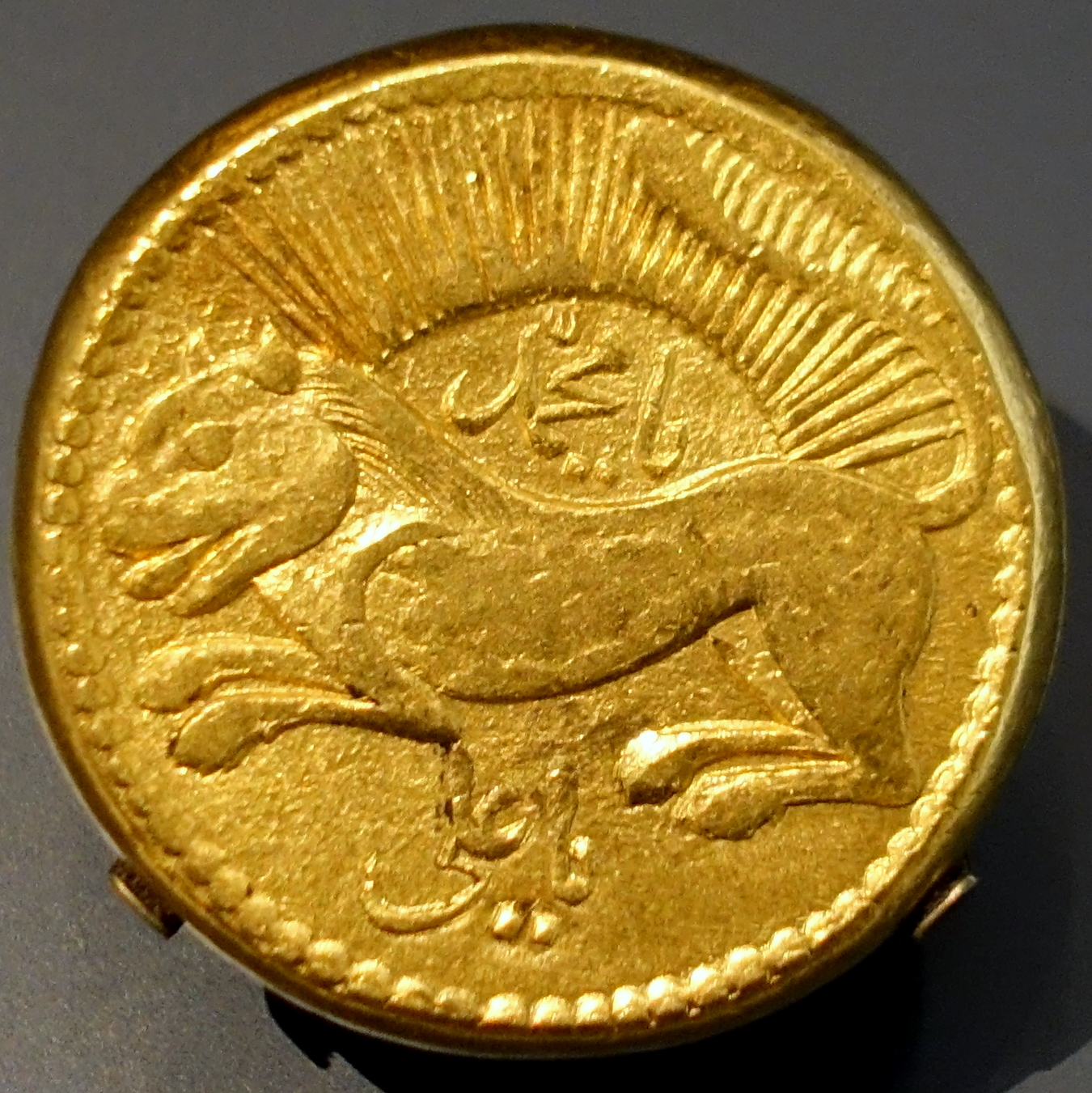
سکه طلای منقوش به نشان شیر و خورشید، متعلق به دوره پادشاهی آقامحمدخان قاجار که زیر شکم شیر «یا علی»، در اشاره به لقب «اسد الله (شیر خدا)»، ثبت شده است.

نام‌ها و عناوین مختلفی در سنت اسلامی به علی نسبت داده شده است که برخی از آن‌ها بیانگر ویژگی‌های شخصی او و برخی مشتق‌شده از قسمت‌های خاصی از زندگی اوست. مادرش فاطمه او را پس از تولد، حیدر (شیر) نامید؛ علی در یکی از رجزهای خود در جنگ خیبر به این مطلب اشاره می‌کند؛ اما ابوطالب نام فرزندش را علی انتخاب می‌کند.
منابع شیعی از الهام شدن این نام به ابوطالب گزارش‌هایی را مطرح کرده‌اند. بر اساس گزارشی دیگر که مرتضی عاملی آن را نقل می‌کند، نام علی به فاطمه بنت اسد الهام شد. زمخشری گزارش می‌کند که محمد او را علی نامیده است.
اسم «علی» دلالت بر علوّ و والایی دارد. شکل وصفی آن معنای «متعالی» می‌دهد. این اسم در عربی کهن هیچ‌گاه با حرف تعریف «ال» به کار نرفته است تا بشود از آن به عنوان اسم خاص و نه صفت، یاد کرد.
به نقل از ابن شهرآشوب این اسم در آثار عربی پیشین وجود نداشته است و از این جهت بی‌همتا به‌شمار می‌آید. همچنین روایات زیادی اسم علی را که معنای علو و برتری دارد، به برتری علی در دانش، بزرگواری، تقوا، شجاعت، مهربانی و … مرتبط می‌دانند.
صدّیق الاکبر، وصی، ولی، فاروق (جدا کننده حق از باطل) و یعسوب‌الدین (رهبر دین) از دیگر القاب علی می‌باشند. همچنین در اذان شیعیان از او به عنوان حجت‌الله و ولیّ‌الله نام برده می‌شود.
امین، هادی، شریف، خیرالبشر، سیدالعرب، حجةالله، بیضه البلد، انزع البطین، اذن واعیه سیدالمسلمین، اعلم الامه، یعسوب‌المومنین، قائد الغر المحجلین و امام متقین از دیگر القاب گزارش‌شده برای علی است. کنیه‌های علی در منابع چنین گزارش شده‌اند: ابوالریحانتین، ابوالسبطین، ابوالحسن، ابوالحسین و ابوتراب. مشهورترین کنیه او، ابوتراب و ابوالحسن است. اسدالله و به‌طور خاص در میان شیعه: امیرالمؤمنین و مولی المتقین از دیگر القاب علی است. شیعیان دوازده‌امامی لقب امیرالمؤمنین را منحصر به علی می‌دانند. و با توجه به احادیثی، این لقب را اعطاشده از طرف خداوند به علی می‌دانند که بنا بر برخی گزارش‌های تاریخی شیعی توسط پیامبر اسلام به او در غدیر خم ابلاغ‌شده و از همگان خواسته‌شده تا با لقب امیرالمؤمنین بر او سلام گویند.
همچنین عبارت «کرّم الله وجهه» به‌طور انحصاری بعد از اسم علی قرار می‌گیرد. مولی المتّقین یا امام المتّقین (رهبر خداپرستان) و مرتضی (کسی که خدا از او راضی است) از دیگر القاب مهم علی می‌باشند.

### تبار
نام کامل وی علی بن ابی‌طالب بن عبدالمطلب بن هاشم بن عبدمناف بن قصی بن کلاب بن مرة بن کعب بن لوی بن غالب بن فهر بن مالک بن نضر بن کنانة بن خزیمة بن مدرکة بن الیاس بن مضر بن نزار بن معد بن عدنان گزارش شده است. ابوطالب، پدر علی بن ابی‌طالب یکی از سران بنی‌هاشم بود که ریاست این طایفه را پس از پدرش عبدالمطلب، عهده‌دار شد. او علاوه بر این منصب، عهده‌دار سقایت حاجیان نیز بود. بنی‌هاشم از دیرباز میراث‌دار امور عام‌المنفعه در منطقه مکه بودند و جایگاه ویژه‌ای را در نظر عامه مکیان داشتند. در میان امور عام‌المنفعه بنی‌هاشم، مسئله حفر چاه زمزم توسط هاشم — پدربزرگ ابوطالب — تا سال‌ها به عنوان نماد شرافت و نیکوکاری این خاندان محسوب می‌شد. بنی‌هاشم دارای شأن و جایگاه ویژه‌ای در بین قبایل عرب بودند و همین امر سبب شد تا بر اساس فقه اسلامی، بنی‌هاشم از تصرف در صدقات منع بشوند. فرزندان از نسل ابوطالب را آل ابی‌طالب، طالبین، بنت ابی‌طالب و بنی‌هاشم طالبی گویند.
فاطمه بنت اسد، مادر علی بن ابی‌طالب و تنها همسر ابوطالب بوده است. وی آشکارا اسلام آورد و مورد توجه محمد بود و گفته می‌شود اولین کسی است که ولایت علی را به رسمیت شناخت. او پس از درگذشت ابوطالب در خانه علی زندگی کرد. از آن رو که مادر و پدر علی هر دو از بنی‌هاشم‌اند، او را اولین شخص می‌داند که از هر دو سمت هاشمی‌تبار است.

## سرگذشت

### سرگذشت در حیات محمد

#### ولادت و سال‌های اول زندگی
بر طبق منابع تاریخی قدیمی‌تر، علی در روز سیزدهم رجب و حدود سال ۶۰۰ میلادی در مکه متولد شد. مرتضی عاملی، تاریخ ۱۳ رجب سال ۳۰ عام الفیل را مطابق با واقع‌ترین تاریخ برای ولادت علی می‌داند. به گزارش باقر شریف قرشی و محمد نصر، تمام مورخان و راویان، اتفاق نظر دارند که علی در کعبه به دنیا آمده است و تنها شخص متولد شده در کعبه است. حاکم حسکانی اخبار ولادت علی در کعبه را متواتر می‌داند. بر اساس منابع شیعه، فاطمه بنت اسد پس از درد زایمان، به سمت کعبه رفت و با خدا شروع به نیایش کرد. در همین حین دیوار کعبه شکافته شد و فاطمه به درون خانه کعبه رفت و فرزند خود را در آنجا به دنیا آورد. بر اساس روایتی دیگر، درب کعبه برای فاطمه گشوده شد.
شیعیان این اتفاق را شاهدی بر جایگاه معنوی علی می‌دانند و اهل سنت از آن به عنوان یک اتفاق متمایز یاد می‌کنند.
محمد به جهت ولادت علی در این سال، آن سال را به سنة الخیر و سنة البرکه (سال خیر و سال برکت) نام‌گذاری کرد.
زمانی که علی ۶ ساله بود، پدرش، ابوطالب که ریاست بنی‌هاشم را بر عهده داشت، دچار مشکل مالی گردید. محمد که خود در کودکی تحت سرپرستی ابوطالب قرار گرفته بود و در این زمان سنش از ۳۰ سال گذشته بود، برای سبک کردن بار عائلهٔ وی به او پیشنهاد کرد که سرپرستی علی را او بر عهده بگیرد. ابوطالب پذیرفت و علی از کودکی در خانهٔ محمد، تحت نظر او قرار گرفت. این سرپرستی به نوشته طبری تا بعثت پیامبر و بعد از آن ادامه پیدا کرده است. علی بعدها با یادآوری این دوران و در توصیف دنباله روی خود از محمد، در خطبه‌ای از نهج البلاغه از تمثیل بچه شتری استفاده می‌کند که قدمهای مادرش را دنبال می‌کند.
بنابر گزارشی که قرشی آن را گزارش می‌کند، علی قبل از آنکه محمد به بعثت برسد، صدای فرشته وحی را می‌شنید و او را می‌دید.

#### اسلام‌آوردن

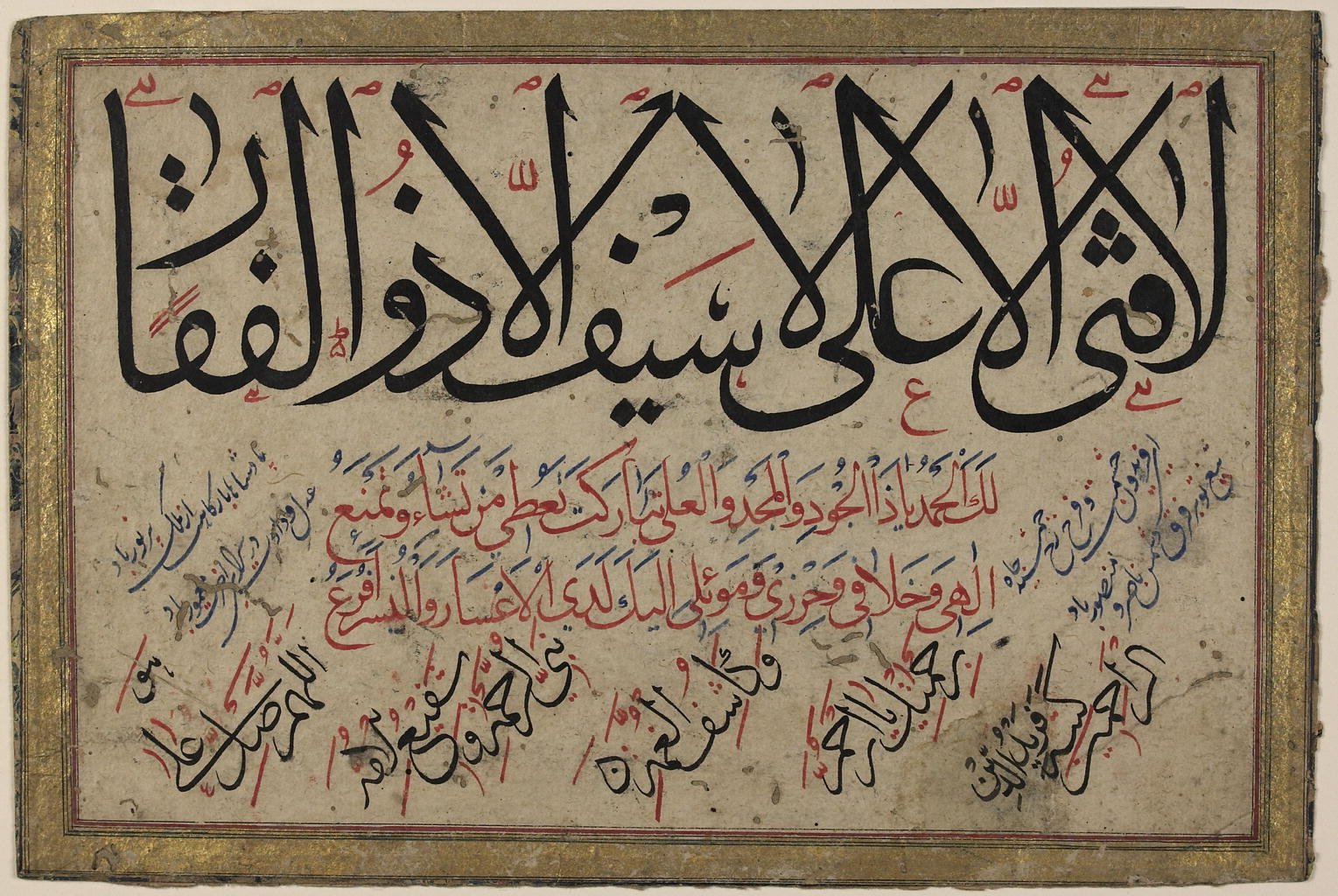
حدیثی که پس از شجاعت و جنگ‌آوری علی در جنگ احد به محمد نسبت داده می‌شود، با این مضمون: «هیچ جوانمردی همچون علی و هیچ شمشیری همچون ذوالفقار نیست».

هنگامی که محمد اعلام دریافت وحی الهی نمود، علی که در آن زمان ۱۰ ساله بود به او ایمان آورد و مسلمان شد. برخی منابع او را در این دوران، ۹ تا ۱۱ ساله دانسته‌اند. در این میان برخی منابع سن او را کمتر از ۹ سال نیز گزارش کرده‌اند. به گزارش مقریزی در امتاع الاسماع، علی هیچگاه بتی را نپرستید و همیشه یکتاپرست بود. علی پذیرش دعوت محمد را در یوم الدار علناً اعلام کرد؛ بر اساس گزارش منابع اسلامی، دعوت محمد به اسلام در مکه ۱۳ سال به طول انجامید که از این ۱۳ سال، ۳ سال به‌طور مخفیانه بود. در پایان این ۳ سال و در ابتدای دعوت علنی، محمد ۴۰ تن از خویشان و بستگان خود از بنی‌هاشم را به میهمانی دعوت کرد. مطابق با روایت تاریخ طبری، عزالدین بن اثیر و ابوالفداء، محمد در این میهمانی از خویشانش پرسید چه کسی حاضر است او را در این کار یاری کند و اعلام کرد هر کس او را یاری کند، برادر، وصی و جانشین او خواهد بود. اما هیچ‌یک از بستگانش پاسخ مثبت نداد مگر علی. پیامبر در پاسخ به علی سکوت کرد و برای بار دوم و سوم این درخواست را تکرار نمود که باز تنها علی پاسخ مثبت داد. پس از بار سوم، پیامبر علی را برادر، وصی و جانشین خود خواند در حالی که در آن زمان، علی نوجوانی ۱۳ یا ۱۴ ساله بیش نبود و این کار پیامبر باعث تمسخر او در میان خویشاوندانش شد. حاضران به ابوطالب هم طعنه زدند که حالا باید از پسرش (علی) اطاعت کند. بدین ترتیب، پیامبر وی را «برادر و وصی و جانشین خود» نامید.
به گفتهٔ مورخانی چون ابن اسحاق و ابن حزم و محققانی چون جان اسپوزیتو علی اولین مردی بود که اسلام آورد. دانشنامهٔ بریتانیکا و جان اسپوزیتو، علی را دومین فرد مسلمان بعد از خدیجه می‌دانند. طبری روایت‌های مختلفی را که هر کدام علی، ابوبکر و زید پسر حارثه را اولین فرد مذکر اسلام‌آورنده معرفی می‌کنند نقل می‌کند و تصمیم نهایی در مورد هویت اولین فرد را به خواننده وا می‌گذارد. طبق برخی منابع (ابن سعد، طبقات الکبری؛ طبری، تاریخ الرسل و الملوک) ابوبکر اولین مردی بود که مسلمان شد. این در حالی است که همین ادعا برای علی و زید بن حارثه هم وجود دارد. به گفتهٔ لئورا وچا ولیری علی جزء اولین ایمان‌آورندگان بود، چه نفر دوم (پس از خدیجه) چه نفر سوم (پس از خدیجه و ابوبکر) که مورد جدال شیعه و سنی است.
تقدّم و تاخّر در اسلام آوردن از آن جهت مهم بوده است که طبق آیه صد سوره توبه، خداوند از پیشگامان در ایمان (وَالسَّابِقُونَ الْأَوَّلُونَ) تمجید کرده است. برای برخی علمای اهل سنت از قبیل جاحظ، تقدم ایمان علی نسبت به ابوبکر اهمیت زیادی ندارد از این جهت که علی در آن زمان به سن بلوغ نرسیده بوده است. در مقابل، علمای شیعه از قبیل ابن شهر آشوب، با مقایسه علی با عیسی بن مریم و یحیی، که در سن پایین به آنها حکمت داده شده است، توانایی فهم و پذیرش پیام رسالت در چنان سنی را از منزلتهای علی می‌دانند.
همچنین طبق آنچه در صحیح ترمذی و تاریخ طبری آمده است، علی اولین نمازگزار با محمد بوده است. او به همراه محمد به دره‌های اطراف مکه می‌رفتند و نماز می‌گذاردند.

#### از اسلام‌آوردن تا هجرت
در این دوران (۶۱۰ تا ۶۲۲ میلادی) که محمد نخستین وحی‌های خود را دریافت می‌کرد، علی کمک کرد که هستهٔ اولین جامعهٔ اسلامی شکل بگیرد. در این سال‌ها، وی بیشتر وقت خود را صرف تأمین مایحتاج مؤمنان در مکه به‌خصوص فقرایشان از طریق تقسیم دارایی خود میانشان و کمک در امور روزمرهٔ آن‌ها می‌کرد. در سال هفتم پس از بعثت و پس از سال‌ها سخت‌گیری قریش بر محمد و مسلمانان، سرانجام پیمان‌نامه‌ای علیه مسلمانان صادر شد. با این تصمیم قریش، ابوطالب همه بنی‌هاشم و بنی‌عبدالمطلب را به محلی به نام شعب ابی‌طالب وارد کرد. علی در این مدت مخفیانه برای مسلمانان شعب، طعام تهیه می‌کرد. علی کمی بعد از پایان محاصره اقتصادی در شعب، پدرش ابوطالب را از دست داد. بنابر گزارش ابن ابی‌الحدید، محمد پس از مرگ ابوطالب سفرهایی تبلیغی به طائف، قبیله بنی‌عامر و فبیله بنی‌شیبان داشت که علی او را در این سفرها همراهی کرد. منابع از حضور علی در پیمان عقبه، گزارش‌هایی را مطرح کرده‌اند.

#### مهاجرت به مدینه
منابع شیعی و سنی تصدیق می‌کنند که حوادث رخ‌داده در سال ۶۲۲ میلادی، مهم‌ترین بخش از زندگی محمد را تشکیل می‌دهد. محمد که می‌دانست دشمنانش در حال کشیدن نقشه برای قتل وی بودند، از علی خواست که به جای وی در بسترش بخوابد. علی در شب لیلة المبیت، به هجرت محمد کمک کرد و شبی که محمد از مکه به مدینه هجرت کرد، او جان خود را به خطر انداخت و در بستر محمد خوابید.
مفسران مختلف منظور از آیه ۲۰۷ سوره بقره و «مردی که جانش را برای طلب خوشنودی خدا می‌فروشد» را علی می‌دانند.
محمد به همراه ابوبکر مخفیانه مکه را ترک کرد و چندین روز بعد به یثرب، که از آن پس مدینه نامیده شد، رسید و این هجرت، مبدأ تقویم هجری گردید. وقتی دشمنان با خنجرهای کشیده شده وارد خانهٔ محمد شدند، از دیدن علی بسیار شگفت‌زده شدند و به وی آسیبی نرساندند. علی در انتظار فرمان جدید، چند روز دیگر در کنار خانوادهٔ محمد ماند. محمد از علی خواست که اموالی را که قبلاً مردم به وی به امانت داده بودند، به صاحبانش بازگرداند و علی این کار را انجام داد. پس از انجام این کار، علی مکه را به مقصد مدینه ترک کرد. بر اساس گزارش قرشی، هفت تن از قریشیان مانع حرکت علی به سمت مدینه شدند و او با کشتن یکی از آنها، توانست باقی قریشیان را از تصمیمشان منصرف سازد. به دستور محمد، علی به قبا در حومهٔ شهر مدینه رفت. طبق برخی منابع، علی یکی از اولین کسانی از مهاجرین بود که به مدینه رفت. در این زمان وی ۲۲ یا ۲۳ سال داشت. محمد پس از مهاجرت به مدینه و ایجاد پیمان برادری بین مسلمانان، علی را به‌عنوان برادر خویش انتخاب کرد. محمد برای علی، خانه‌ای را در نزدیکی مسجد ساخت که دری به مسجد داشت. پس از فرمان محمد برای بستن درهای خانه‌هایی که به مسجد باز می‌شوند، خانه علی از این حکم مستثنی شد.

#### ازدواج با فاطمه
مدت کمی پس از رفتن علی به مدینه، محمد به علی گفت که خداوند به وی فرمان داده است که دخترش، فاطمه، را به ازدواج وی درآورد. با اینکه چندهمسری مجاز بود، علی در زمان حیات فاطمه، با زن دیگری ازدواج نکرد. این ازدواج بنابر قول مشهور در رمضان یا ذی الحجة سال دوم ه‍.ق صورت گرفته است. ازدواج علی با فاطمه، دارای اهمیت معنوی خاصی برای تمام مسلمانان است؛ زیرا به‌عنوان ازدواجی میان مهم‌ترین شخصیت‌های مقدس از خویشان محمد تلقی می‌گردد. محمد که تقریباً هر روز به دیدار دخترش می‌رفت، با این ازدواج به علی نزدیک‌تر شد و یک بار به وی گفت که تو برادر من در این دنیا و آخرت هستی. پس از درگذشت فاطمه، علی با زنان دیگری ازدواج نمود و صاحب فرزندان بسیار دیگری شد. خانواده‌ای که از ازدواج این دو تشکیل شد، مکرراً از سوی محمد مورد ستایش قرار می‌گرفت و محمد از آن در واقعه‌هایی مانند رویداد مباهله و حدیث آل عبا، به‌عنوان اهل بیت یاد کرد. در قرآن نیز در موارد متعددی مانند آیهٔ تطهیر، از اهل بیت به بزرگی یاد شده است.

#### مأموریت‌های مهم
علی در این دوران از سوی محمد، چندین مأموریت مهم را عهده‌دار شد. محمد وی را به‌عنوان یکی از کاتبان متن قرآن منصوب کرد. نقش علی در تدوین نسخهٔ مکتوب قرآن، یکی از مهم‌ترین مشارکت‌های وی در اسلام محسوب می‌گردد. پس از هجرت، محمد هنگامی که میان مهاجرین و انصار پیوند برادری می‌بست، علی را به‌عنوان برادر خویش برگزید. علی در سال ۹ هجری، نویسندهٔ متن صلح حدیبیه بود. در سال ۶۳۰ میلادی، سال قبل از فتح مکه، محمد سورهٔ «برائت از مشرکان (توبه)» را توسط علی به مکیان ابلاغ کرد در صورتی که انتظار می‌رفت ابوبکر به عنوان رئیس کاروان حج این کار را انجام دهد. پیامبر دلیل این تغییر رای را به فرمان خداوند نسبت داد که از او خواسته بود خودش (محمد) یا یکی از اهل بیتش این ابلاغ را انجام دهد. یک سال بعد از آن محمد، علی را برای گسترش تعالیم اسلام، به یمن فرستاد، که از آن به سریه علی بن ابی‌طالب یاد می‌شود. علی کسی بود که برای شکستن بت‌های درون کعبه و دیگر بت‌هایی که توسط قبیله‌های اوس و خزرج و طیء پرستیده می‌شد، انتخاب شد. همچنین علی مأموریت یافت تا کشمکش‌ها را حل و فصل و شورش‌های قبائل گوناگون را سرکوب کند.

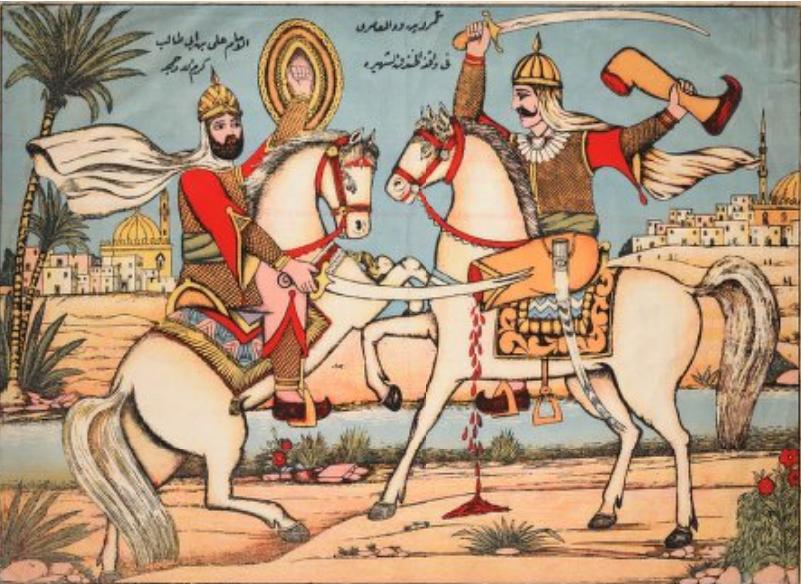
نقاشی تخیلی از نبرد تن به تن مابین علی بن ابی‌طالب (سمت چپ) و عمرو بن عبدود (سمت راست) در جنگ خندق

#### در جنگ‌ها
علی به جز جنگ تبوک که در آن به فرمان محمد جانشین او در مدینه بود، در تمام غزوهها شرکت داشت. او معمولاً علم‌دار سپاه محمد بود و در دو غزوه (خیبر در سال ششم هجری و یمان به سال ده هجری) فرمانده سپاه اسلام بود. او در مدینه در اغلب جنگ‌ها پرچم‌دار سپاه اسلام بود و به دلاوری مشهور گشت. شجاعت علی در سفرهای نظامی به افسانه مبدل گشت. وی به همراه حمزه، ابودجانه و زبیر به خاطر حملاتش به دشمن شناخته می‌گردد. گفته می‌شود که در جنگ بدر به تنهایی بیش از یک‌سوم افراد دشمن را کشت. در سال ۵ هجری، او به دست خود، دشمنانی را که از سوی محمد به مرگ محکوم شده بودند، اعدام کرد و به همراه زبیر، بر کشتار قبیلهٔ بنی‌قریظه نظارت نمود. او قاطعانه در جنگ‌های احد مصادف با ۶۲۵ میلادی و حنین مصادف با ۶۳۰ میلادی از محمد محافظت کرد. پیروزی مسلمانان در جنگ خیبر را به شجاعت وی نسبت می‌دهند پس از چند حمله ناموفق، محمد اعلام کرده بود که پرچم سپاه را به دست کسی خواهد داد که «خدا و رسولش را دوست دارد و خدا و رسولش او را دوست دارند و از طریق او خداوند مسلمین را پیروز خواهد کرد.» ظاهراً در نتیجه همین نبرد بوده است که شهرت علی به عنوان یک جنگجوی شکست ناپذیر ابعاد افسانه ای پیدا کرده است. گفته می‌شود علی در آهنین و سنگین خیبر را به‌عنوان سپر خود به کار برد، طبق روایتی، جبرئیل به رزم علی و شمشیرش ذوالفقار که از محمد گرفته بود، اشاره کرد و به محمد گفت «جوانمردی جز علی و شمشیری جز ذوالفقار وجود ندارد». علی با جنگجوی بزرگ قریش، طلحه بن ابی طلحه جنگید. طلحه مدام رجز می‌خواند که هر مسلمانی را که به مصافش بیاید شکست می‌دهد. وقتی طلحه از علی شکست خورد، با بیان جمله «کرم الله وجهه» از وی تقاضای رحمت کرد. این دعای خیر، یکی از القاب علی گردید که بیشتر توسط اهل سنت به کار برده می‌شود. این عبارت که معمولاً با کلمات دیگری همراه می‌شود، به منظور درود فرستادن و دعای خیر کاربرد دارد.
در غزوه خندق، پس از آنکه عمرو بن عبدود با اسبش از خندق عبور کرد و مبارز طلبید، علی داوطب شد. محمد پس از اینکه داوطب دیگری پیدا نشد به او اجازه مبارزه داد. علی پس از شکست عمرو، چنان‌که گویی شک داشته باشد، برای مدت کوتاهی از ادامه کار بازماند. بعداً وقتی محمد دلیل این تردید را پرسید علی پاسخ داد عمرو در حین مبارزه به او توهین کرده بود و ترسیده بود اگر در دم کارش را تمام کند، کینه شخصی در آن دخیل بوده باشد.
در سال ۶۳۰ میلادی مردم مکه تسلیم شدند و محمد مکه را فتح کرد. وی از علی خواست تا ضمانت کند که این پیروزی بدون خون‌ریزی خواهد بود چرا که محمد مسلمانان فاتح را از انتقام‌گیری از مکیان مغلوب منع کرده بود. محمد به وی دستور داد تا کعبه را از بت‌های دوران جاهلیت پاک کند.

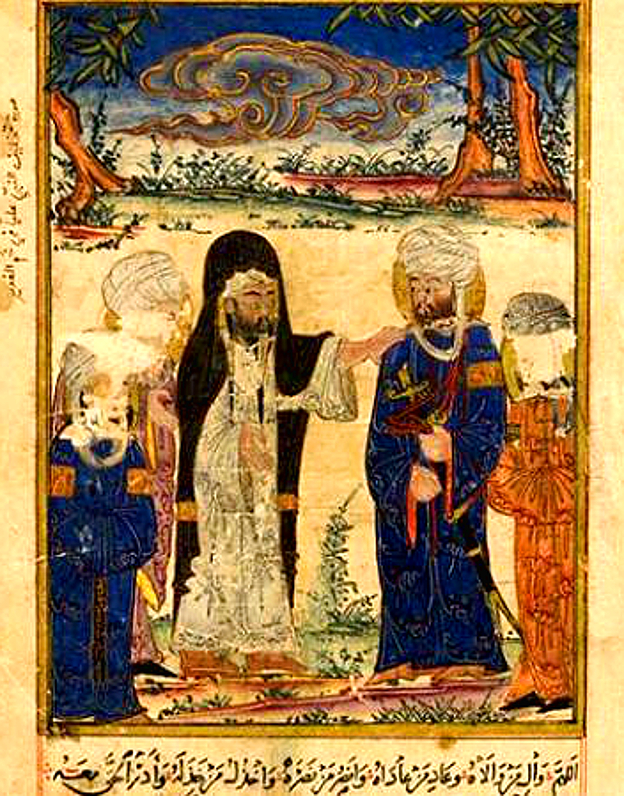
نقاشی انتصاب علی توسط محمد در غدیر خم، کتاب آثار الباقیه عن القرون الخالیه ابوریحان بیرونی، ۱۳۰۷ یا ۱۳۰۸ میلادی

#### غدیر خم
هنگامی که محمد از آخرین حج خود در سال ۶۳۲ میلادی بازمی‌گشت، خطابه‌ای در مورد علی ایراد نمود که توسط شیعه و سنی بسیار متفاوت تفسیر شده است. مطابق با روایت هر دو گروه محمد گفت که علی وارثش و برادرش و کسی است که هر کس پیامبر را به‌عنوان مولایش (رهبر یا دوست قابل اعتماد) بپذیرد (کلمهٔ مولا مرتبط است با ولایت (به کسر واو) یا وَلایت (به فتح واو) که حکومت، شروع مبادرت، غلبهٔ معنوی و قدرت معنی می‌دهد) باید او را نیز به‌عنوان مولایش بپذیرد. شیعیان این بیان را به معنی تعیین علی به جانشینی پیامبر و اولین امام می‌دانند. در مقابل اهل سنت این بیان را تنها اظهار نزدیکی پیامبر به علی می‌دانند و نیز اظهار خواسته‌اش که علی به‌عنوان پسرعمو و فرزندخوانده‌اش جانشین او در مسئولیت‌های خانوادگی‌اش پس از مرگ شود. به گفتهٔ مادلونگ علی در دوران خلافتش در کوفه با استناد به این واقعه بر برتری جایگاه خود بر خلفای پیشین تأکید کرد.
تمام منابع شیعی و برخی منابع اهل سنت گواهی می‌دهند که آیه ۶۷ سوره مائده درست قبل از حادثه غدیر نازل شده است: «ای پیامبر آنچه از جانب پروردگارت به سوی تو نازل شده ابلاغ کن و اگر نکنی پیامش را نرسانده‌ای و خدا تو را از [گزند] مردم نگاه می‌دارد».

#### حدیث قلم و کاغذ
بر اساس حدیثی که در برخی منابع از جمله صحیح بخاری نقل شده است، پیامبر اندکی پیش از وفاتش قلم و کاغذی خواست تا چیزی بنویسد که امت بعد از او گمراه نشوند. عمر که در مجلس حاضر بود با ایراد این سخن که بیماری بر پیامبر چیره شده و قرآن برای آنها کافی است، مانعِ وصیت محمد شد. این امر باعث بحث و جدل در میان اهل مجلس شد که در نتیجه آن محمد از آنها خواست آنجا را ترک کنند.
در همین رابطه ابن ابی الحدید به گفتگوی عبدالله بن عباس و عمر در زمان خلافت خلیفه دوم اشاره می‌کند که در آن عمر دلیل ممانعت از وصیت پایانی محمد را ترس از اختلاف امت اسلامی در نتیجه انتصاب علی به جانشینی خود می‌داند زیرا «قریش زیر نظر این جوان گرد نمی‌آمدند. و اگر او را فرمانروا می‌کردند، اعراب در همه جا علیه او قیام می‌کردند.»
از دید شیعیان متاخر، اگرچه پیامبر موفق به انتصاب علی در وصیت نامه پایانی اش نشده، بارها در طول زندگی اش این کار را انجام داده است. از دید اهل سنت اگر پیامبر قصد انتصاب علی را داشت، کسی نمی‌توانست مانع شود. بنا به دیدگاه میانه‌ای که شیعیانِ اولیهٔ زیدی و مکتب معتزلهٔ اهل سنت با تغییرات اندکی از آن طرفداری می‌کنند، علی با وجودیکه افضلِ صحابه پیامبر برای حکومت به‌شمار می‌رود هرگز آشکارا و با نصّ صریح به این مقام نصب نشده است. بر اساس این دیدگاه، علی ظاهراً هیچ‌گاه ادعای خود برای جانشینی پیامبر را بر این اصل استوار نکرده است که توسط محمد به جانشینی نصب شده است بلکه محاسن و قرابت خود با پیامبر را دلیل ادعایش می‌دانسته است.

### بعد از درگذشت محمد تا خلافت
در ۲۸ صفر یا ۱۲ ربیع سال ۱۱ ه‍. ق، پیامبر اسلام بیمار شد و درگذشت. در آن دوران جز فاطمه، کسی از فرزندان محمد زنده نبود. به گزارش منابع اسلامی، عباس، فضل بن عباس، قثم بن عباس، اسامه بن زید بن حارثه و یک غلام نیز در مراسم غسل و کفن پیامبر شرکت داشتند و به علی در این امر کمک کردند. با این وجود مرتضی عاملی این گزارش‌ها را با واقع مطابق نمی‌داند و به آنها خدشه وارد می‌کند و مدعی است علی، به تنهایی پیامبر را غسل و تدفین کرد. مادلونگ افراد شرکت کننده در این مراسم را علی، عباس و دو پسرش، فضل و قثم، و بردهٔ آزادشدهٔ پیامبر و زید گزارش می‌کند. به گزارشی دیگر غران -برده آزاد شده پیامبر- به همراه طلحه و زبیر و جمعی از صحابهٔ محمد در مراسم خاکسپاری او حاضر بودند.

#### جانشینی محمد
در حالی که علی به همراه جمعی در حال مراسم خاکسپاری محمد بودند، گروهی از صحابه در محلی به نام سقیفه بنی ساعده جمع شدند و دربارهٔ جانشین محمد به بحث و جدل پرداختند. نتیجهٔ این بحث و جدل‌ها، انتخاب ابوبکر به‌عنوان جانشین محمد بود. انصار در سقیفه بنی ساعده از سعد بن عباده حمایت می‌کردند، اما مهاجران این را نپذیرفته و خود را از لحاظ خویشاوندی نزدیک‌تر به محمد می‌دانستند. در میان مهاجران عده‌ای نیز به سرکردگی علی و شامل زبیر، طلحه، عباس بن عبدالمطلب، مقداد، سلمان فارسی، ابوذر غفاری و عمار بن یاسر، علی را وارث مشروع محمد می‌دانستند. پوناوالا معتقد است تاریخ‌نگاران مسلمان اتفاق نظر دارند که بحران موجود در این برهه، توسط سه تن از مهاجران مشهور به نام‌های ابوبکر و عمر و ابوعبیده جراح برطرف گردید. آنان انصار را جمع کرده و به آن‌ها ابوبکر را تحمیل کردند. حسادت بین دو قبیلهٔ مهم انصار به نام اوس و خزرج و عدم فعالیت بنی‌هاشم در تبلیغ نظرشان، موفقیت این سه تن را تسهیل نمود. مسئلهٔ حق وی در خلافت پس از محمد منجر به شکاف اصلی میان مسلمانان و تقسیم آنان به دو گروه شیعه و سنی شد.
به گفتهٔ مادلونگ، علی به خاطر خویشاوندی نزدیک و ارتباط صمیمی با محمد، و نیز به خاطر دانش فراوان از اسلام از ابتدا و شایستگی در به خدمت گرفتن احکام آن، شخصاً به‌شدت معتقد بود که بهترین شخص برای جانشینی محمد است. خط مشی‌هایی که توسط ابوبکر و عمر پایه‌ریزی شده بود، از دیدگاه علی بی‌مورد تلقی می‌شد. او به ابوبکر گفته بود که علت تأخیر در بیعت وفاداریش با ابوبکر به‌عنوان خلیفهٔ مسلمانان، اعتقاد به ارجحیت تعلق این عنوان به خودش بوده است. او این عقیده را هنگامی که با ابوبکر و عمر و عثمان بیعت می‌کرد نیز ترک نکرد. او که معتقد بود جانشین بر حق محمد است، هنگامی که مطمئن شد همه از او روی گردانده‌اند، برای حفظ وحدت اسلام با ابوبکر بیعت نمود. اگر جامعهٔ مسلمانان یا بخش کوچکی از آنان، به او اقبال پیدا می‌کردند، وی دیگر خلافت را تنها «حق» خود نمی‌دانست، بلکه آن را «وظیفهٔ» خود قلمداد می‌کرد. بر اساس منابع شیعی، بیعت علی با ابوبکر از روی اکراه بود. با این وجود، مرتضی عاملی به‌طور کل بیعت علی با ابوبکر را منکر می‌شود. هر چند عباس، عموی محمد، و آنچنان که گفته می‌شود ابوسفیان، از علی خواستند تا جامعهٔ اسلامی را در کنترل خاندان بنی‌هاشم بگیرد، او هیچ تلاشی در این زمینه نکرد. اما بنا بر نقل منابع تاریخی علی بعداً در نامه به معاویه نوشت که علت رد این پیشنهاد بیم پراکندگی امت بوده است. علی جز در مورد انتخاب خلیفهٔ سوم فعالیت سیاسی نداشت. البته هر گاه خلفای سه‌گانه می‌خواستند، در امور دینی، قضایی، و سیاسی به آن‌ها مشورت می‌داد.

#### حمله به خانه علی و فاطمه
این انتخاب باعث اختلاف بین هواداران ابوبکر و طرفداران علی شد. طرفداران علی قائل بودند که علی توسط شخص محمد به جانشینی انتخاب شده است و بنابراین مقام خلافت باید از آن وی باشد. علاوه بر آن، طبری در تاریخ خود نقل کرده است که گروهی از مخالفان ابوبکر از جمله زبیر در خانهٔ فاطمه گرد آمدند و عمر با تهدید به آتش زدن خانه، آن‌ها را بیرون کشاند. بنابر آنچه مسعودی و بلاذری پس از گردآمدن گروهی از مخالفان بیعت با ابوبکر، در خانه علی و فاطمه جمع شدند و پس از اطلاع عمر و ابوبکر از ماجرای بست نشینی، جماعتی برای بیعت اجباری به خانه فاطمه رفتند و در این بین درگیری بین علی و عمر گزارش شده است و سرانجام با آتش زدن درب خانه فاطمه، موجبات خروج علی و همراهانش از منزل فراهم شد. گزارش‌ها حاکی از آن است که در این هجوم، فاطمه زهرا هدف ضربات سختی قرار گرفت که موجب سقط فرزندش به نام محسن شد و سرانجام کمی بعد، فاطمه بر اثر جراحات ناشی از آن، از دنیا رفت. این هجوم به عنوان اولین رفتار ناشایست بعد از درگذشت محمد با خاندان او گزارش شده است. علی نیز به احترام فاطمه، تا زمان حیات او با ابوبکر بیعت نکرد.
هنگامی که این افراد که از اولین مخالفان ابوبکر بودند به‌تدریج ابوبکر را به رسمیت شناختند، علی تا شش ماه از بیعت با ابوبکر سر باز زد. علی بعداً مکرر می‌گفت که اگر چهل یاور داشت قیام می‌کرد. دانشنامهٔ بریتانیکا می‌نویسد علی پس از اتمام مراسم تدفین محمد، در یک عمل انجام‌شده قرار گرفت ولی اعتراضی نکرد. دانشنامهٔ ایرانیکا می‌نویسد که علی و بنی‌هاشم تا قبل از درگذشت فاطمه (حدود شش ماه) از بیعت با ابوبکر سر باز زدند. علی بر روی حقش پافشاری ننمود، چرا که تمایل نداشت امت نوپای اسلام دچار کشمکش گردد.

#### در خلافت ابوبکر
ابوبکر به عنوان یکی از اولین اقداماتش پس از رسیدن به خلافت، فاطمه، همسر علی را از حق مالکیت فدک که توسط پدرش به او بخشیده شده بود، محروم کرد. بنا بر گزارش اکثر راویان، علی تا شش ماه پس از خلافت ابوبکر، یعنی تا زمان وفات فاطمه، با ابوبکر بیعت نکرد. دلیلی که علی در این رابطه ارائه می‌داد برگرفته از منطق خود ابوبکر بود که در مقابل انصار، برای اثبات برتری خود، از قرابت بیشتر قبیلهٔ قریش با محمد سخن گفته بود. بر همین اساس، علی با توجه به اینکه خویشاوندی نزدیکتری با پیامبر داشت، خودش را برای جانشینی او شایسته‌تر می‌دانست و به ابوبکر اعتراض کرد که چرا در این امر با او مشورت نکرده است. ابوبکر ضمن اعتراف به اینکه خود را شایسته‌ترین فرد برای تصدی خلافت نمی‌داند، دلیل تعجیل خود در این امر را ترس از فتنه داخلی در نتیجه خلاء قدرت ناشی از رحلت پیامبر می‌دانست. به نظر می‌رسد علی ضمن پذیرش این توجیه و با توجه به تمایلِ مشابه خود برای حفظ وحدت حکومت اسلامی، تن به بیعت داده است.
علی در این دوران زندگی منزوی ای در پیش گرفت و عمدتاً به فعالیت‌های مذهبی مشغول بود. او خود را وقف مطالعه و آموزش قرآن کرد. اولین قرآن جمع‌آوری‌شده از لحاظ تاریخی، به وی نسبت داده می‌شود. دانش وی از قرآن و سنت به کمک خلفای پیشینش در مسائل شرعی می‌آمد. او به ابوبکر و عمر در امور مربوط به دولت نیز مشاوره می‌داد و به‌عنوان «مشاوری باارزش» شناخته می‌شد، البته این که خلیفه دوم، عمر، مشورت‌های او را می‌پذیرفت یا خیر مورد تردید است. علی با وجود این که در زمان زندگانی محمد تقریباً در تمام حوادث اسلام شرکت داشت، در جنگ‌های رده و فتوحات مسلمانان شرکت نکرد. کارهای انجام‌شده توسط علی بعد از خلافتش، نشانگر این است که وی با سیاست‌های خلفای پیشینش موافق نبود. عدم موافقت وی با سیاست‌های خلفای پیشین را می‌توان از جوابش به عبدالرحمن بن عوف در شورای انتخاب خلیفه مبنی بر پذیرش قرآن و سنت و عدم پذیرش سیاست‌های ابوبکر و عمر حدس زد.

#### در خلافت عمر
پس از درگذشت فاطمه، علی در زمان خلافت عمر نیز، میراث پدری فاطمه را مطالبه کرد؛ اما پاسخ عمر همان پاسخ ابوبکر بود. البته عمر حاضر شد برخی از املاک مدینه را که جزء ارث فاطمه محسوب می‌شد، به پسران عباس بن عبدالمطلب بازگرداند که نمایندهٔ بنی‌هاشم بودند؛ ولی املاک فدک و خیبر کماکان به‌عنوان املاک دولتی باقی ماند و به بنی‌هاشم عودت داده نشد. دانشنامهٔ بریتانیکا می‌نویسد علی خلافت عمر را پذیرفت و حتی دخترش، ام کلثوم، را به ازدواج وی درآورد.
به نوشتهٔ برخی مورخان مسلمان، علی از مشاوران عمر بود. مشاوره‌های علی بیشتر در مورد امور شرعی و بخاطر احاطه‌اش بر قرآن و سنت بود. هرچند جای تردید است عمر توصیه‌های سیاسی علی را پذیرفته باشد یا نه. در طول زمامداری عمر و عثمان، علی هیچ سمت رسمی اداری، نظامی، یا سیاسی را قبول نکرد، به جز سمت نیابت شهر مدینه در زمانی که عمر به سفر فلسطین و سوریه رفته بود، در دوران خلافت عمر و عثمان او در هیچ‌یک از جنگ‌های این دو خلیفه حضور نداشت. کائتانی بر این باور است که ابولؤلؤ (قاتل عمر) تنها مجری توطئهٔ قتلی بوده است که از سوی اصحابی چون علی، طلحه، و زبیر طراحی شده بود و عبید الله بن عمر (که در جنگ صفین در سال ۳۷ هجری کشته شد) به این توطئه معتقد بوده اما دست به عملی دیوانه‌وار (کشتن هرمزان و دخترش) زده است. دانشنامهٔ اسلام معتقد است محققانی چون لاوی دلا ویدا و مادلونگ نشان داده‌اند که این دیدگاه کائتانی بی‌پایه و اساس است.

##### انتخاب خلیفهٔ سوم
در هنگام درگذشت عمر، شورایی برای انتخاب خلیفهٔ بعدی تشکیل شد. اعضای این شورا شامل علی، عثمان، طلحه، زبیر، عبدالرحمن بن عوف و سعد بن ابی وقاص بودند. از آنجایی که طلحه دقیقاً بعد از انتخاب عثمان به مدینه بازگشت، سعد بن ابی‌وقاص به‌عنوان نمایندهٔ رسمی وی در شورای انتخاب خلیفه حضور داشت. علی و عثمان دو نامزد نهایی بودند، ولی در نهایت، رأی به نفع عثمان اعلام گشت. عثمان برادرزن عبدالرحمن بن عوف بود. علاوه بر این، عمر به عبدالرحمن بن عوف در انتخاب خلیفهٔ بعدی، اختیارات بیشتری داده بود و در هنگام خلافتش نیز به رأی او تکیه داشت. علی به اتکای قرابت خویشاوندی‌اش با محمد، ادعای خود برای خلافت را قاطعانه مطرح کرد. در حالی که عثمان، نامزدی خود را منفعلانه پیش می‌برد. عبدالرحمن بن عوف، علاوه بر صحبت جداگانه با دو نامزد، شبانه با سران قریش مشورت کرد و از حمایت قاطع آنان از عثمان مطلع شد. قبیلهٔ بنی‌امیه با وجود عثمان به‌عنوان نامزد خویشاوند، دیگر لزومی به حمایت از علی ندیدند که نسبت خویشاوندی دورتری به آن‌ها داشت. قبیلهٔ بنی‌مخزوم نیز علیه علی، از عثمان حمایت کردند. عبدالله بن ابی ربیعه، رهبر بنی‌مخزوم و فرمانروای الجند، به عبدالرحمن بن عوف هشدار داد که اگر با علی بیعت کند با نافرمانی قبیله‌اش و اگر با عثمان بیعت کند با اطاعت قبیله‌اش مواجه خواهد شد. در واقع علی در شورای انتخاب خلیفه، حامی نداشت. علی و عثمان هر دو در صورت عدم موفقیت در انتخاب، به انتخاب دیگری راضی بودند. بر حسب بعضی روایات، علی موفق شد که عبدالرحمن بن عوف را متقاعد کند که به جای حمایت از عثمان، از وی حمایت کند. گرچه این مهم را می‌توان در خوشبینانه‌ترین حالت، حمایتی ضعیف به حساب آورد. علاوه بر این، زبیر که بعد از درگذشت محمد از حامیان علی بود، در اینجا از عثمان حمایت می‌کرد؛ بنابراین عبدالرحمن بن عوف، دلیلی قاطع برای صدور رأی به نفع عثمان داشت. او رأی خود را در مسجد و در ملأ عام و با حضور هر دو نامزد اعلام کرد؛ بنابراین فشار زیادی بر روی علی وجود داشت که همان‌جا بیعت خود با عثمان را اعلام کند و او با اکراه موافقت کرد.
ویلفرد مادلونگ می‌نویسد، گرچه ممکن بود عمر نگران احتمال انتخاب علی به‌عنوان خلیفه باشد، اما مدرکی وجود ندارد که وی مستقیماً خواسته باشد تا بر شورا علیه علی تأثیر بگذارد. او چند وقت قبل در حضور عبدالرحمن بن عوف به او در مورد آرزوی قبیلهٔ بنی‌هاشم در مورد «حق خلافت انحصاری» این قبیله و «حق پای‌مال‌شده» علی، هشدار داده بود. چنین فکری بدون شک در اذهان عمومی نیز وجود داشته است. علاوه بر این، قتل عمر در مدتی اندک پس از آن، هر گونه مصالحه بین حامیان خلافت قریش و علی را منتفی می‌نماید. عبدالرحمن بن عوف به‌طور کامل بر احساسات عمر آگاه بود. او ممکن است نام خود را از میان نامزدهای خلافت بیرون کشیده باشد تا بتواند رأیی قاطع جمع‌آوری کرده و از آن علیه علی استفاده کند. اما به نظر می‌رسد که این عمل ابتکار خودش باشد، نه یک عمل تمرین‌شدهٔ پیشنهادی از سوی عمر.
عبدالرحمن بن عوف سه شرط عمل به قرآن، سنت محمد، و روش خلفای پیشین را به علی عرضه کرد که علی تنها دو شرط اول را پذیرفت؛ در حالی که عثمان هر سه شرط را پذیرفت. بنا بر روایت شرح نهج البلاغه ابن ابی الحدید، علی در این هنگام به برتری خود در امر خلافت تأکید کرد؛ اما چون اقبال عمومی به عثمان بود، ناچار شد که با وی بیعت کند.

#### در خلافت عثمان
بنا بر نظر سید حسین نصر در دانشنامهٔ بریتانیکا، علی عثمان را به عنوان خلیفه به رسمیت می‌شناخت. اما موضع بی‌طرفی را بین هواداران و مخالفان وی اتخاذ کرده بود. اما بنا بر نظر رابرت گلیو در دانشنامهٔ اسلام، علی حداقل به لحاظ معنوی سردستهٔ مخالفان عثمان بود. در دوران خلافت عثمان، علی به همراه صحابهٔ دیگری از محمد از جمله طلحه و زبیر از منتقدان عثمان بود. او عنوان می‌داشت که عثمان از سنت پیامبر دچار انحراف شده است. مهم‌ترین موارد اختلاف با عثمان بر سر اجرای حدود شرعی بود. علی اصرار داشت که «حدود الهی» باید اجرا شود. از جمله در قضیهٔ شراب‌نوشی ولید، حاکم کوفه، گفته می‌شود حد به دست خود علی اجرا شد. در قضیهٔ تبعید ابوذر از مدینه، با وجود ممنوعیت تعیین‌شده توسط عثمان، علی با فرزندانش ابوذر را بدرقه کرد. همچنین به نوشتهٔ پوناوالا در دانشنامهٔ ایرانیکا، به روایت ابن اعثم علی می‌دانست که عثمان جرئت نداشت، ضد وی عمل کند. در چند موقعیت، علی با عثمان بر سر اجرای حدود اسلامی اختلاف نظر داشت. علی علناً نسبت به ابوذر غفاری اظهار همدردی کرده و قاطعانه در دفاع از عمار یاسر سخن رانده بود. به نوشته ون دانزل، علی از لحاظ دینی عثمان را بدعتگزار می‌دانست و از لحاظ سیاسی نیز از مخالفان عثمان بود.
مردم در برخی از شهرها و مناطق علیه عثمان شورش کردند و به سوی مدینه رو آوردند. عثمان در ابتدا حکم مجازات شورشیان را صادر کرد اما وقتی توسط پیک سریعی که عبدالله بن سعد فرستاده بود، از قصد شورشیان آگاه شد، چون نمی‌خواست که راه برای خشونت دیگر قشرها باز شود، تمایلی به پذیرش شورشیان نشان نداد. پس به دیدار علی رفت و از او خواست که با شورشیان دیدار کرده و آن‌ها را به بازگشت به شهر و دیارشان وادارد. عثمان ضمن اینکه خود را از این پس ملزم به پیروی از توصیه‌های علی می‌کرد، به وی اختیار تام داد تا هر گونه که می‌خواهد با شورشیان مذاکره کند. علی به وی یادآوری کرد که قبلاً هم با وی در این باره صحبت کرده بود، ولی عثمان ترجیح داده که از مروان بن حکم و بنی‌امیه حرف‌شنوی کند. عثمان قول داد که از این پس، از آنان روی گردانده و از علی حرف‌شنوی کرده و دستور داد که دیگر انصار و مهاجران به علی بپیوندند. او همچنین از عمار خواست که به این گروه بپیوندد ولی وی این پیشنهاد را رد کرد. علی در این زمان بدون آنکه مستقیماً با عثمان مخالفت کند، تأثیری بازدارنده بر وی داشت. او انتقادات دیگر صحابه را به گوش عثمان می‌رساند و از جانب عثمان با مخالفانی که از دیگر استان‌ها به مدینه آمده بودند، مذاکره کرد که به نظر می‌رسد این امر سبب بروز بدگمانی بین علی و اقوام عثمان گشت. بعداً که شورشیان منزل عثمان را محاصره کردند، علی با اصرار بر اینکه عثمان نباید از آب منع شود، تلاش کرد تا از شدت حصر بکاهد. وقتی عثمان در معرض خطر حمله قرار گرفت، علی پسرانش را به منظور محافظت از خانهٔ وی روانه کرد. وقتی عثمان را شورشیان کشتند، علی پسرانش را به دلیل محافظت نامناسب از خانهٔ عثمان مؤاخذه کرد.

### دوران خلافت

#### برگزیدگی به خلافت
به نوشته مادلونگ پس از کشته‌شدن عثمان به دست شورشیانی از مصر و کوفه و بصره، نظرها بر علی و طلحه بود. در میان اهالی مصر، حامیانی برای طلحه وجود داشت. در حالی که بصریان و کوفیان که به مخالفت‌های علی با ظلم و بیداد توجه داشتند و اکثر انصار، آشکارا تمایل بر خلافت علی داشتند و بالاخره حرف آنان به کرسی نشست. در این میان مالک اشتر که رهبر کوفیان بود، به نظر می‌رسد که نقش اصلی را در تأمین امنیت برای خلیفه‌شدن علی داشته است. به نوشته پوناوالا پیش از قتل عثمان شورشیان بصری طرفدار طلحه و شورشیان کوفی طرفدار زبیر بودند، اما با قتل عثمان هر دو گروه به علی گرویدند. با قتل عثمان، بنی امیه از مدینه گریختند و کنترل شهر در دست مصریان، مهاجرین برجسته و انصار قرار گرفت. آن‌ها از علی برای خلافت دعوت کردند و وی پس از چند روز این منصب را پذیرفت.
علی و پسرش، محمد حنفیه، در مسجد بودند که خبر کشته‌شدن عثمان به گوششان رسید. آن‌ها سریعاً مسجد را به قصد خانه ترک کردند. بر طبق روایت محمد حنفیه، اصحاب بسیاری با علی ملاقات کرده و خواستند با وی بیعت کنند. در ابتدا علی مخالفت کرد، ولی بعداً گفت که هر گونه بیعت باید در ملأ عام و در مسجد باشد. صبح روز بعد، شنبه، علی به مسجد رفت. وی با هوادارانش به سمت بازار رفت و آن‌ها به وی اصرار کردند که خلافت را بپذیرد. روایات کوفی حاکی از این است که مالک اشتر اولین کسی بود که با وی بیعت نمود. به نظر می‌رسد که علی شخصاً از اعمال فشار بر روی دیگران برای بیعت با خودش، خودداری می‌کرد. به این ترتیب افرادی نظیر سعد بن ابی‌وقاص، عبدالله بن عمر و اسامه بن زید از بیعت با علی خودداری کردند. در مقابل دیدگاه برخی دیگر از تاریخ پژوهان آن است، انتخاب علی به‌عنوان خلیفهٔ جدید، در جوی انجام گرفت که پر از التهاب و ترس و وحشت بود. کائتانی معتقد است، این انتخاب بدون موافقت قبلی صحابیون نامدار محمد که قطعاً وقایع قتل عثمان را پیش‌بینی می‌کردند، صورت گرفت. دلاویدا معتقد است که انتخاب علی به‌عنوان خلیفه، به این دلیل نبود که وی و خانواده‌اش جایگاهی بالا داشتند یا به این دلیل که وی وفادار به محمد بوده است، بلکه بیشتر به این خاطر بوده که انصار که نفوذ دوبارهٔ خود در شهرشان، مدینه، را بازیافته بودند، وی را حمایت کردند و از طرف دیگر بنی‌امیه نیز دچار پریشانی و اغتشاش شده بودند. اما دولت نوپای علی از همان بدو تأسیس مورد حملهٔ صحابی‌هایی قرار گرفت که به آرزوهایشان نرسیده بودند و نیز مورد حملهٔ معاویه که تنها والی از بنی‌امیه بود که توانسته بود کنترل مقر امارتش، شام، را حفظ کند.

#### آغاز خلافت

سه رنگ در این تصویر قلمروی حکومت خلفای راشدین
در زمان عثمان را نشان می‌دهد. پس از شورش‌ها در زمان خلافت علی بن ابی‌طالب بعضی قسمت‌ها زیر نظر علی خارج شد؛ قسمت سبز زیر نظر علی، قسمت قرمز زیر نظر معاویه و قسمت آبی زیر نظر عمرو عاص بود.

علی پس از برگزیده‌شدن به خلافت از قاتلان عثمان و همچنین از فرقه‌ای که برای او جایگاه فوق بشری قائل بودند دوری جست. خلافت علی از همان روزهای نخست با آشوب همراه شد. هنگامی که علی به خلافت رسید، مرزهای اسلامی از غرب تا مصر و از شرق تا ارتفاعات شرقی ایران پیش رفته بود. اما اوضاع حجاز در این ایام، ناآرام بود. از اقدامات مهم علی پس از رسیدن به خلافت، عزل والیانی بود که قبلاً عثمان آن‌ها را منصوب کرده بود. او کسانی را که از نظرش قابل اعتماد بودند، به جای برکنارشدگان گماشت. در هنگام عزل و نصب والیان، ابن‌عباس و مغیرة بن شعبه وی را به احتیاط و عملکرد مصلحت‌آمیز دعوت کردند و از او خواستند تا زمان تثبیت حکومتش، آنها را برکنار نکند. علی ضمن اقرار به اینکه سازش با فرمانداران فاسد، برای منافع دنیوی و کوتاه مدت خوب است، گفت که او موظف است آنچه درست است را انجام دهد.
ویلفرد مادلونگ معتقد است که علی عمیقاً از وظیفهٔ اسلامی خود آگاه بود و در راه حفظ شریعت اسلام، حاضر نبود که مصلحتی را بر حقی مقدم بشمارد؛ به‌طوری‌که حتی حاضر بود در این راه با مخالفانش پیکار کند. یکی از مهم‌ترین مخالفان علی، معاویه بود. معاویه فرماندار شام و از خویشان عثمان بود که بدین سبب خونخواهی قاتلان عثمان را حق خود می‌دانست. او با علی بیعت نکرد.

#### شیوه زمامداری
وی مخالف تمرکز کنترل خلیفه بر روی درآمدهای استانی بود. او امتیازات مبتنی بر جایگاه قبیله‌ای و سابقه در اسلام را ملغی کرد و غنائم و بیت‌المال را به‌طور مساوی بین تمامی مسلمانان تقسیم کرد. او همچنین در توزیع بیت‌المال از تعصبات قومی و قبیله‌ای خودداری می‌کرد؛ به‌طوری‌که حاضر نشد به برادرش، عقیل بن ابی‌طالب، بیشتر از سهمش از بیت‌المال بدهد. در حکومت وی، تمامی مسلمانان، چه آن‌هایی که سابقه‌ای طولانی در اسلام داشتند و چه آن‌هایی که به‌تازگی مسلمان شده بودند از دیدگاه توزیع بیت‌المال، یکسان نگریسته می‌شدند. ایرا لاپیدوس معتقد است علی که بر مبنای از خودگذشتگی‌اش در خدمت به محمد و اسلام ادعای خلافت کرده بود، حال به خاطر اینکه قاتلان عثمان وی را در رسیدن به مسند خلافت حمایت کرده بودند، خود را به خطر انداخته بود. همچنین علی برخلاف عمر، پیشنهاد داد که تمام درآمدهای دیوانی توزیع گردد و چیزی از آن اندوخته نشود. پس از خلافت، بسیاری از قبیلهٔ قریش از او روی گرداندند، چون او از حقوق عشیرهٔ بنی‌هاشم که عشیرهٔ پیامبر بود دفاع می‌نمود. همچنین او به این متهم شد که از مجازات قاتلان عثمان خودداری و سمت‌های اداری را از طرفداران عثمان پاک‌سازی کرده است.

#### نبرد جمل

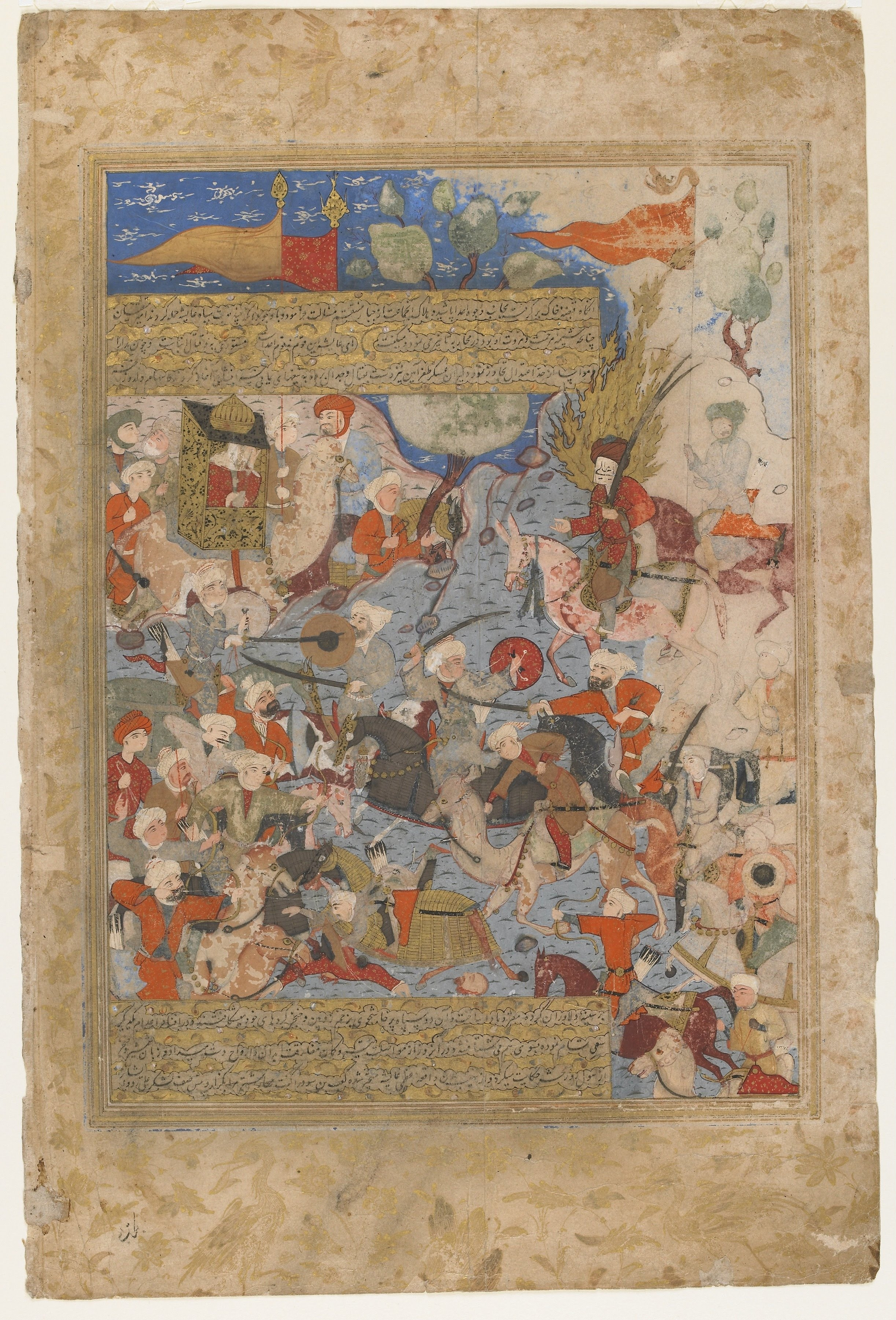
نقاشی نبرد جمل از روضة الصفا میرخواند، سال ۷۲–۱۵۷۱، دورهٔ صفویان

عایشه که در جریان شورش علیه عثمان از مخالفان وی حمایت می‌کرد، پس از طواف خانه کعبه، در راه بازگشت به مدینه خبر قتل عثمان و به خلافت رسیدن علی را شنید. سپس به مکه بازگشت و فعالانه به تبلیغ علیه علی پرداخت و چهار ماه بعد طلحه و زبیر به وی پیوستند. علاوه بر عایشه، افرادی از بنی‌امیه که از مدینه فرار کرده‌بودند و بر طبق نظر روبرت گلیو خلافت را در انحصار بنی امیه می‌دیدند و اهدافشان با طلحه و زبیر متفاوت بود، در مکه جمع شده و به والیان عزل شده بصره و یمن پیوستند که از بیت المال برای خود پول آورده‌بودند.
درخصوص انگیزه شورش علیه علی توضیحات متعددی ارائه شده است. پوناوالا می‌نویسد طلحه و زبیر که پیشتر از آرزوهای سیاسی خود ناامید شده‌بودند، وقتی با مخالفت علی در خصوص سپردن حکومت بصره و کوفه مواجه شدند، ناامیدیشان افزون‌تر گردید. این دو وقتی شنیدند که هوادارانشان در مکه جمع شده‌اند، از علی درخواست کردند که اجازه دهد که برای عمره مدینه را ترک گویند. پس از آن، این دو بیعت خود با علی را شکستند و مسئولیت قتل عثمان را به گردن وی انداختند و از وی خواستند که قاتلان را محاکمه کند. واله یری می‌نویسد طلحه و زبیر و عایشه درخواست داشتند که حدود شرعی باید برای همه به‌طور مساوی برپا داشته شود و یک سری اصلاحات باید انجام گیرد. از آنجایی که این سه تن در سرنوشت عثمان به نوبه خود مسئول بودند، علت شورششان در راستای درخواست خونخواهی عثمان و مقصودی که از اصلاحات مد نظر داشتند، مبهم به نظر می‌رسد. به نظر می‌رسد که انگیزه‌های اجتماعی و اقتصادی که به خاطر ترس از تأثیرگذاری تندرویان بر علی برانگیخته شده بود، توضیح قانع‌کننده تری باشد تا احساسات شخصی. هرچند در میان مخالفان عثمان، افراد میانه‌رو بدون شک خواستار تغییر سیاست‌های وی بودند؛ ولی هیچ‌کس فکر نمی‌کرد که کار به تغییرات اساسی سیاست‌ها بکشد. برخی مورخان نظیر مادلونگ بر این باورند که این چند تن کشته شدن عثمان را بهانه‌ای برای مخالفت با علی و جاه طلبی خود قرار دادند، زیرا آنها، خلافت علی را با منافع خود، سازگار نمی‌دیدند. از سوی دیگر، شورشیان مدعی بودند که خون عثمان نیازی به قصاص ندارد، زیرا وی به خاطر عمل نکردن به قرآن و سنت محمد کشته شده است. واله یری معتقد است علت واقعی این شورش‌ها علیه علی، رویکرد بخشایشگر علی نسبت به مقصران در این قضیه (که این تفکر را القا می‌کرد که آنان مجازات نخواهند شد)، عدم برخورد قاطعی از سوی علی با شورشیان و سیاست محبوب «ضد اشرافی گری قریش» توسط علی بوده است.
پس از آنکه طلحه و زبیر در جمع‌آوری حامیان در حجاز ناکام ماندند، به امید پیدا کردن نیرو و منابع لازم برای بسیج‌کردن حامیان عراقی، با چند صد سرباز عزم بصره کردند. وقتی علی از این موضوع مطلع شد، همراه با سپاهی، تعقیبشان کرد اما به آن‌ها نرسید. علی چاره‌ای نداشت جز آنکه از تصرف عراق به دست این گروه ممانعت کند، چرا که شام فقط از معاویه اطاعت می‌کرد. در مصر نیز هرج و مرج حکمفرما بود؛ بنابراین با از کف رفتن عراق، عملاً استان‌های شرقی وابسته به آن، شامل ایران، نیز از دست می‌رفت.
شورشیان بصره را تصرف کرده و بسیاری از مردم را کشتند. در بصره سپاه عایشه به بیت‌المال حمله برده، و نیز عثمان بن حنیف، والی منصوب علی، را مجبور کردند که قصر حکومتی را ترک کند و موی سر و ریشش را کندند. علی ترجیح داد به جای اینکه به بصره لشکر کشد، حمایت کوفه را جلب کند. ابوموسی اشعری، والی کوفه، پیش از نبرد جمل با علی بیعت نمود. اما وقتی که جنگ بین طلحه و زبیر و عایشه با علی بالا گرفت، ابوموسی موضعی بی‌طرف اتخاذ کرد و با وجود تحت فشار گذاشتنش، از تصمیمش منصرف نشد. وی مردم کوفه را به بی‌طرفی در جنگ داخلی بین مسلمانان فرا خواند. سرانجام حامیان علی وی را از کوفه بیرون راندند و علی نامه‌ای شدیدالحن به او نوشت و عزلش کرد. نمایندگان علی (مالک اشتر، ابن‌عباس، فرزندش حسن، و عمار بن یاسر) تلاش بسیاری برای جلب حامی برای سپاه علی کردند تا بالاخره ۶ یا ۷ یا ۱۲ هزار نفر را به سپاه علی ملحق کردند. مادلونگ می‌نویسد حسن توانست لشکر شش یا هفت هزار نفره فراهم آورد و آنان را به ذی قار آورد و به علی ملحق شد.
علی به بصره نزدیک شد و باب مذاکرات با طلحه و زبیر و عایشه را باز کرد. همه در آن زمان فکر می‌کردند توافق بین طرفین حاصل شده است، اما جنگ بین دو سپاه ناگهان آغاز شد. در منابع دربارهٔ آغازگر جنگ روایات گوناگونی آمده است. طبق برخی روایات، علی به لشکریانش دستور داد که جنگی را آغاز نکنند، اما پس از آنکه برخی از حامیان علی کشته شدند، وی خود را مستحق دانست که جنگ را علیه برخی مخالفانش از اهل قبله آغاز کند. وجه تسمیهٔ این جنگ این است که عایشه در مرکز میدان جنگ و بر روی شتری سوار بود. عایشه در این جنگ آسیبی ندید اما جنگ حول شترش بسیار شدید بود. سپاه علی پیروز شد و یاران علی زانوی شتر را قطع کردند و شتر به همراه عایشه به زمین نشست. اما عملاً پیش از این هم جنگ به پایان رسیده بود، چرا که طلحه توسط تیری که بسیاری از منابع آن را کار مروان بن حکم می‌دانند، زخمی شده و پس از آنکه او را به خانه‌ای بردند، درگذشت. زبیر نیز پس از اینکه با علی دیدار کرد و علی وی را به یاد سخنی از محمد در مورد خودش انداخت، در مشروعیت جنبشی که به راه انداخته بود، دچار تردید شد و میدان جنگ را ترک کرد. کسانی از قبیله بنی‌تمیم او را تعقیب کردند و به طرز توطئه‌آمیزی کشتندش. روبرت گلیو معتقد است که گرچه در مورد فرار و خیانت و حقارت در این جنگ در منابع اغراق شده، اما این دلایل به خوبی نشان‌دهندهٔ بی‌ثباتی مخالفان علی و حاکی از علت پیروزی آسان علی در این جنگ است. محاسبهٔ آمار دقیق رزمندگان در این جنگ و کشته‌شدگان غیرممکن است. چرا که منابع در مورد تلفات جنگ، اعدادی بین ۶٬۰۰۰ تا ۳۰٬۰۰۰ تن گزارش می‌دهند؛ ولیری می‌نویسد عدد ۳۰٬۰۰۰ اغراق است، زیرا شمار افرادی که از مدینه به همراه علی آمدند و افرادی که بعداً به وی پیوستند سر جمع به‌سختی به ۱۵٬۰۰۰ تن می‌رسد.
عایشه بازداشت گردید اما با احترام با وی رفتار شد و علی وی را تحت مراقبت به مدینه فرستاد و در این تصمیم سر سخت بود. او به سپاه عایشه امان داد و آن‌ها را پس از اخذ بیعت آزاد نمود. در خصوص بیعت برخی از سپاه جمل همچون مروان گزارش‌ها مختلف است و برخی مورخان گفته‌اند علی آن‌ها را بدون اخذ بیعت بخشید. همچنین مانع تصاحب اموالشان توسط سپاهیانش به‌عنوان غنیمت جنگی شد. این عمل علی، باعث بروز ناآرامی‌هایی در سپاهش گردید. مطلبی مهم‌تر که باعث شد تندرویان سپاه علی وی را متهم به خروج از دین بکنند، این بود که علی مانع از به کنیزی گرفتن زنان و فرزندان و گرفتن اموال کشته شدگان جنگ در سپاه عایشه گردید و تنها اموالی که در میدان جنگ به دست می‌آمد را مجاز به گرفتن دانست. آنان از علی پرسیدند که چطور ریختن خون این افراد حلال بوده اما اموالشان حرام است و بعدها حروریان (خوارج) از این پس این مسئله را یکی از اتهامات وارده بر علی مبنی بر خروج از دین به حساب می‌آوردند.

#### از جنگ جمل تا جنگ صفین
علی وارد بصره شد و پول‌هایی را که در بیت‌المال یافت، به‌طور مساوی میان حامیانش تقسیم کرد. این امر احتمالاً نشانهٔ این است که وی به کهنه‌مسلمانانی که از روزهای اول به اسلام خدمت کرده بودند و تازه‌مسلمانانی که در فتوحات نقش داشتند، یکسان مواجب می‌داد و سپس برای جلب حمایت کوفیان علیه معاویه، به آن شهر رفت. مردم بصره با علی بیعت کردند. علی، ابن‌عباس را والی بصره نمود و زیاد بن ابیه را به دستیاری ابن‌عباس گماشت. به نوشتهٔ ولیری، مالک اشتر به خاطر این موضوع خشمگین شد چرا که پسران عباس، یکی والی بصره، یکی والی مکه، و دیگری والی یمن شده بودند. علی موفق به تشکیل ائتلافی گسترده شد که دو گروه جدید را به حامیانش افزود. اولی قرا که آخرین امیدشان در بازیابی نفوذ خود را در علی می‌دیدند و دومی رهبران قبائل سنتی که مجذوب مساوات وی در تقسیم غنائم شده بودند. شکل‌گیری موفقیت‌آمیز این ائتلاف را که افراد گوناگونی چون عمار بن یاسر (مهاجر)، قیس بن سعد عباده (انصار)، مالک اشتر (قرا)، و اشعث بن قیس (رهبر سابق جنگ‌های رده و از رؤسای قبائل کوفی) را در بر می‌گرفت، می‌توان به پای شخصیت فرهمند علی گذاشت.
پس از نبرد جمل، چون علی همچنان به سیاست برابری و عدالت در توزیع مالیات و غنائم پایبند بود، توانست حمایت اصحاب محمد به‌خصوص انصار، رهبران قبائل، و قرا را که خواهان داشتن رهبری پیرو احکام اسلام بودند، از آن خود کند.
از جمله تغییراتی که علی در زمان خلافتش انجام داد این بود که جنگجویان مسلمان را از غارت و اخذ غنیمت و تقسیم آن میان خود پس از فتوحات منع کرد. به جای آن مالیات اخذشده از شهرها را به‌عنوان حقوق و نه غنیمت جنگی و به میزان ثابتی میان جنگجویان توزیع می‌کرد. گزارش شده است که این اولین مورد اختلافی بود که میان علی و گروهی که بعداً خوارج را تشکیل دادند، پیش‌آمد.

#### جنگ صفین

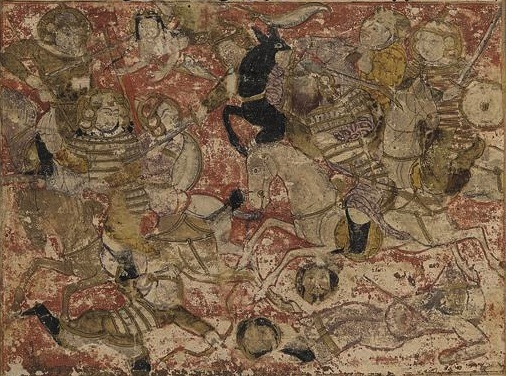
نقاشی جنگ صفین از کتاب تاریخ‌نما اثر بلعمی، ابتدای سدهٔ ۱۴ میلادی

علی بی‌درنگ پس از کامیابی در ساکت کردن شورش طلحه و زبیر، به شام در شمال سرزمین‌های اسلامی روی آورد. معاویه حاکم سرزمین شام بود. او در زمان عمر به فرمانداری این منطقه گماشته و در زمان عثمان در آنجا تثبیت شده بود. میان شورش‌های طلحه و زبیر با شورش معاویه یک تفاوت اصلی بود که در مورد نخست، طلحه و زبیر به دنبال شورا و برگزیدن یک خلیفهٔ دیگر بودند ولی معاویه ادعا می‌کرد که به خونخواهی عثمان برخاسته است و درخواست مجازات قاتلان وی را دارد. دانشنامهٔ ایرانیکا می‌نویسد علی معتقد بود که عثمان به این دلیل کشته شد که مردم به خاطر اعمال مستبدانهٔ وی تحت ظلم بودند؛ بنابراین آن‌ها مشمول مجازات نمی‌شوند. "من نمی‌گویم که [عثمان] به ناحق کشته شد (مظلوم بود). و من نمی‌گویم که او به عنوان ظالم کشته شد.»
علی نامه‌ای برای معاویه نوشت و آن را به دست جریر بن عبدالله بجلّی، فرماندار پیشین همدان که از سوی عثمان برگزیده شده بود، داد تا به دست معاویه برساند و از او بیعت بگیرد ولی معاویه به بهانه‌های گوناگون جریر را در آن سرزمین نگه داشت و در این مدت دمشق را آمادهٔ نبرد با علی کرد. علی در این نامه اشاره می‌کند که:
مردمی که با ابوبکر و عمر و عثمان بیعت کردند، هم بدان سان بیعت مرا پذیرفتند، پس کسی که حاضر است نتواند دیگری را خلیفه گیرد و آنکه غایب است نتواند کردهٔ دیگران را نپذیرد . . .
همچنین او در این نامه به معاویه هشدار داد که در صورت زیر پا گذاشتن خواستهٔ عموم مردم و بدعت گذاشتن، با او پیکار خواهد کرد. معاویه به خودمختار بودن شام به رهبری خودش اصرار می‌ورزید ولی علی مدعی بود که تمامی استان‌های حکومت اسلامی، باید به‌طور مساوی با مشکلات جامعهٔ مسلمانان روبرو شوند. معاویه به بهانهٔ مشارکت نداشتن در انتخاب علی، حامیان شامی خود را بسیج کرده و از بیعت با علی سرباز زد. میان علی و معاویه چندین بار نامه‌نگاری شد و علی از حق قانونی‌اش به‌عنوان حاکم دفاع کرد. معاویه نامهٔ علی را با دیرکرد پاسخ داد و در این میان خود را آمادهٔ نبرد با او کرد. سپس نامه‌ای به علی فرستاد و به او پیشنهاد کرد که حکومتش را به شرطی می‌پذیرد که در جایگاه خود باقی بماند و فرمانداری مصر را هم در دست بگیرد. چون علی این درخواست را نپذیرفت، معاویه نامهٔ اعلام جنگ و درخواست قصاص قاتلان عثمان را به جریر داد تا به دست علی رساند.
علی با وجود سختی‌های بسیار که در داخل برایش پیش آمده بود توانست در ذیحجهٔ ۳۶ هجری سپاهی در عراق فراهم آورد و آن را روانهٔ صفین کند. چند زد و خورد میان دو سپاه صورت گرفت تا آغاز ماه محرم که جنگ متوقف شد. یک ماه میان دو سپاه گفتگو صورت گرفت ولی هنگامی که کاملاً روشن شد که گفتگو بی‌نتیجه است، در صفر ۶۵۷ میلادی، جنگ دوباره از سر گرفته شد. در مجموع این جنگ سه ماه طول کشید که بیشتر آن به گفتگو میان دو سپاه سپری می‌شد. جنگ برای هر دو گروه بسیار آسیب داشت و نتیجهٔ آن نامشخص بود تا آنجا که پس از یک هفته کارزار سخت، هنگامی که به نظر می‌رسید سحرگاه فردا علی پیروز خواهد شد در شب آخر به نام لیله الهریر (شب ناله)، عمرو عاص به معاویه پیشنهاد کرد که تا سربازانش قرآن‌ها را بر سر نیزه بلند کنند تا در سپاه علی اختلاف و چنددستگی افتد. معاویه که از اختلاف نظرها در سپاه علی آگاه بود از این وضعیت بهره برد و این پیشنهاد را پذیرفت.

##### قرآن سر نیزه کردن و متارکه جنگ
سپاهیان معاویه قرآن به سرنیزه‌ها آویختند و درخواست کردند تا جنگ ادامه پیدا نکند و در مقابل کار به داوری بر اساس قرآن گذاشته شود. این کار سپاه علی را دچار سردرگمی و تردید کرد. در حالی که علی بر ادامه جنگ اصرار داشت و به آن‌ها هشدار می‌داد که معاویه مرد دین نیست و این فریب و نیرنگ است، قرا نمی‌توانستند به دعوت به قرآن را اجابت نکنند و حتی برخی از آن‌ها وی را تهدید کردند که اگر به جنگ ادامه دهد وی تحویل سپاه دشمن دهند یا با وی همچون عثمان عمل کنند. علی در مواجهه با تهدید سپاهیانش متارکه جنگی را پذیرفت و به علت اصرار سربازانش، به ناچار به حکمیت قرآن تن داد.
پوناوالا در این باره می‌نویسد که کاملاً روشن بود که درخواست صلح، نه برای علی که برای اهل عراق که بیشتر سپاه علی را تشکیل می‌دادند، بود تا از این رهگذر، با دستاویز قرار دادن تعصب مردم در اعتقادات مذهبی، علی را از هوادارانش جدا کند. فریب جنگی این کار برای علی روشن بود، اما شمار اندکی از سربازان او می‌خواستند جنگ را ادامه دهند. اشعث بن قیس که قدرتمندترین رهبر قبیله‌ای کوفه بود، اصرار به قبول دعوت معاویه داشت. علی جنگ را متوقف کرد و اشعث را فرستاد تا از هدف معاویه آگاه شود. معاویه پیشنهاد کرد که هر دو طرف، داوری را برگزینند تا با هم به تصمیمی بر پایهٔ قرآن برسند و این تصمیم برای هر دو بی‌درنگ اجرا شود. بسیاری از تاریخ پژوهان معتقدند که این، ترفندی حساب شده از سوی معاویه بود.
پوناوالا می‌نویسد که در این زمان به نظر می‌رسد که معاویه هیچ گونه تلاشی برای مسائلی از قبیل خون خواهی عثمان و بازگشت به شورای انتخاب خلیفه که قبلاً بر روی آن پافشاری می‌کرد، انجام نمی‌داد. اکثر سربازان علی در این شرایط به حکمیت راضی بودند و حال به دنبال تعیین داور از سپاه علی بودند که باید با عمروعاص نماینده شامیان روبرو گردد. این مهم که داور، نماینده علی باشد یا نماینده عراقی‌ها که عمدتاً کوفی بودند، شکاف بیشتری در سپاه علی به وجود آورد. انتخاب علی ابن‌عباس یا مالک اشتر بود اما اشعث بن قیس و قرا آن را رد کرده و بر روی ابوموسی اشعری پافشاری کردند. ابوموسی مخالف علی بود و پیش‌تر، مردم کوفه را از یاری علی بازمی‌داشت. علی سرانجام به انتخاب ابوموسی رضایت داد.
توافق حکمیت در ۱۵ صفر سال ۳۷ (حدوداً ۲ اوت ۶۵۷) منعقد شد. در هنگام طرح توافق برای حکمیت علی مجبور به زدودن عنوان امیرالمؤمنین از مقابل نامش شد، تا توافق پیش رفت. معاویه اعتراض کرد که اگر از دید وی علی به واقع خلیفه بود، معاویه هرگز با وی نمی‌جنگید. بندهای اصلی توافق‌نامه مطابق با خواست جناح صلح طلب تنظیم شد. طبق توافقنامه بنا شد، وظیفه داوران نامبرده آن باشد که بر اساس احکام قرآن به توافق برسند و در هر موردی که نتوانند حکم آن را در قرآن بیابند از راهنمایی‌های سنت عادل و مورد اتفاق که در موردش بین دو طرف اختلافی نیست، استفاده کنند. موضوع حکمیت به‌طور مشخص تصریح نشد اما قرار شد که بر اساس مصلحت امت تصمیم بگیرند و امت را دچار شقاق و جنگ نکنند. زمان اولیه برای توافق هفت ماه بعد، ماه رمضان، مقرر شد و شرایطی برای مکان، شهود و دیگر شرایط تشکیل جلسه تعیین شد. به نوشته مادلونگ روشن بوده است که هر رأیی برخلاف قرآن نامعتبر خواهد بود.
به نوشته مادلونگ نه تنها شرایط حکمیت علیه علی بود، بلکه نفس پذیرش حکمیت یک شکست سیاسی برایش محسوب می‌شد. از یک سو حکمیت باور پیروان علی به حقانیت موضعشان را سست کرد و باعث شکاف در سپاه علی شد و از سوی دیگر به شامیان اطمینان داد که ادعاهای فریبکارانه معاویه اساسی استوار در قرآن دارد. این امر پیروزی اخلاقی برای معاویه محسوب می‌شد. بدین ترتیب در شرایطی که هم علی و هم معاویه می‌دانستند که حکمیت در پایان شکست خواهد خورد، معاویه که در حال شکست در جنگ بود فرصتی یافت تا موضعش در شام را مستحکم کند و علیه علی تبلیغات نماید.

#### پیدایش گروه خوارج
به نوشته پوناوالا در خلال شکل‌گیری توافق بر سر حکمیت، ائتلاف حامیان علی شروع به از هم پاشیدگی نمود. مسئله توسل به سنت، باید مهم‌ترین دلیل واکنش قرا بوده باشد. آن‌ها با توافق مواقفت کردند، چرا که آن دعوت به صلح و به کار بردن قرآن بود. در آن زمان‌بندهای توافق‌نامه هنوز تعیین نشده بود و در آن موردی که علی دیگر امیرالمؤمنین تلقی نخواهد شد، وجود نداشت. از آن جدی تر، گسترش اختیارات داوران از قرآن به سنتی که ابهام‌آمیز است، اعتبار قرآن را به خطر می‌انداخت؛ بنابراین معادل حکم کردن افراد در امر دین (تحکیم الرجال فی الدین) به حساب می‌آمد. از این رو، آنان شعار «حکم کردن جز سزاوار خدا نیست.» (لا حکم الا الله) را برافراشتند. در این زمان، شامیان ادعا کردند که این توافق‌نامه، تأییدی است بر اینکه قرآن در موردن عادلانه بودن یا نبودن کشته شدن عثمان، حکم کند؛ ولی قرا شکی نداشتند که او عادلانه کشته شده است. وی بر این باور است که پیش کشیدن مسئله قتل عثمان توسط معاویه در این مقطع حساس، باید به طفره رفتن قبلی وی از این موضوع مرتبط باشد. کل ماجرا یک تلاش سازمان یافته برای تخریب ائتلاف علی به نظر می‌رسد. قرا به علی گفتند که اگر همانند آنان به خاطر پذیرش حکمیت، توبه نکند، آنان از وی اعلان برائت خواهند نمود. در هنگام بازگشت لشکر علی به کوفه، بعضی از قرا در حرورا توقف نمودند.
علی که گرفتار نافرمانی جمعی از سپاهش شده بود که بعداً خوارج نامیده شدند، ابتدا پسرعمویش، عبدالله بن عباس، را به‌عنوان نمایندهٔ خود برای مذاکره به حرورا فرستاد و سپس خود شخصاً برای بحث به آنجا رفت. علی توانست آنان را قانع کند که از نافرمانی دست بردارند که چگونگی این امر چندان روشن نیست. پس از اینکه علی به کوفه بازگشت به‌صراحت اعلام کرد که به شرایط منعقدشده در عهدنامهٔ صفین وفادار خواهد ماند. حروریان که همراه علی به کوفه بازگشته بودند، با شنیدن این سخن خشمگین شدند. در نتیجهٔ این سخن علی، خوارج با یکدیگر پنهانی ملاقات کرده و از خود پرسیدند که آیا ماندن در سرزمینی که بی‌عدالتی بر آن حکمفرماست، با تکالیفی که بر ذمهٔ بندگان خداست، سازگار می‌باشد. کسانی که ترک آن سرزمین را بایسته دانستند، پنهانی گریختند و از هم‌فکران خود در بصره خواستند که آنان نیز چنین کنند و در نهروان گرد هم آمدند. به باور فرد دونر ممکن است علت مخالفت برخی از خوارج ترس از آن بوده باشد که علی با معاویه سازش کرده و در پی آن، آنان برای حساب پس دادن در مورد شورش خود علیه عثمان فرا خوانده شوند.

#### حکمیت
اولین دیدار داوران در ماه رمضان یا شوال ۳۷ هجری مصادف با فوریه یا مارس ۶۵۸ میلادی، در منطقه بی‌طرف دومةالجندل برگزار شد. نتیجه دیدار این شد که اعمالی که عثمان به آن‌ها متهم شده بود، مستبدانه نبود و وی ناعادلانه کشته شده و معاویه حق خون خواهی از وی را دارد. مادلونگ می‌گوید، این تصمیم، یک مصالحه سیاسی بود که بر اساس تحقیق قضایی صورت نگرفته بود. با این حال، رأی به بیگناهی عثمان تبدیل به یکی از عقاید دینی اهل سنت گردید. این حکم مطلوب عمروعاص بود، زیرا مانع از پیوستن افراد بی‌طرف به علی می‌شد.
موضوع اصلی، اما، رفع اختلاف مسلمانان در خصوص خلیفه بود. به نوشته مادلونگ ابوموسی شخصی بی‌طرف و صلح‌جو بود، اما در این زمان حاضر به متهم کردن علی یا خلع وی و پذیرش خلافت معاویه نبود. وضعیت ایدئال برای ابوموسی تشکیل شورای خلافت متشکل از افراد بی‌طرف بود. عمرو عاص بر آن بود که جلوی هر تصمیمی در خصوص خلافت علی یا تشکیل شورای خلافت را بگیرد. البته به زعم مادلونگ، در این زمان هنوز بحث خلافت معاویه مطرح نبود. بدین ترتیب مادلونگ تصریح می‌کند که برخلاف برداشت واله یری، حکمیت در دستیابی به هدف اصلیش که رفع اختلاف و پایان فتنه بود شکست خورد، هرچند برای معاویه دستاورد سیاسی بزرگی داشت و شامیان تا ذی‌الحجه (آوریل-مه) سال ۳۷ با معاویه به‌عنوان خلیفه بیعت کردند.
کوفیان به ابوموسی معترض شدند و وی به مکه گریخت. علی رأی صادر شده را تقبیح کرد و اعلام نمود دو حکم قرآن را پشت سر انداخته و نهایتاً به وفاق هم نرسیدند. سپس از مردم خواست مجدداً برای جنگ با معاویه گرد آیند.
حکمیت دوم احتمالاً در محرم سال ۳۸ هجری مصادف با ژوئن یا ژوئیه ۶۵۸ میلادی یا شعبان آن سال مصادف با ژانویه ۶۵۹ میلادی در اذرح رخ داد. مادلونگ می‌نویسد با توجه به اینکه علی دیگر ابوموسی را نماینده خود نمی‌دانست و کسی را نیز به نمایندگی تعیین نکرده بود، در این واقعه مشارکتی نداشت. از سوی دیگر بزرگان دینی مدینه که در حکمیت اول شرکتی نداشتند کوشیدند تا از این طریق بحران خلافت را حل کنند. پوناوالا می‌گوید پس از حکمیت اول علی و معاویه هیچ‌کدام دیگر خلیفه به حساب نمی‌آمدند و حاکمانی شورشی تلقی می‌گردیدند. اما به‌عنوان دو رقیب برای خلافت به حساب می‌آمدند. به نظر می‌آید که داوران و دیگر افراد نامدار، به استثنای نمایندگان علی، با یکدیگر ملاقات کردند تا در مورد انتخاب خلیفه جدید به بحث بپردازند.
معاویه کوشید تا ادعای خلافت خود را که در شام تثبیت کرده بود، از طریق اقناع بزرگان دینی که بی‌طرف مانده بودند به کل امت اسلامی گسترش دهد؛ لذا، بزرگانی از تابعین را نیز دعوت کرد. عمروعاص از خلافت معاویه حمایت می‌کرد، اما ابوموسی اشعری در پی تشکیل شورای خلافت یا گزینش دامادش عبدالله بن عمر بود. عمروعاص ابوموسی را فریفت و وی به شکل ابلهانه‌ای به آلت تحقق امیال معاویه تبدیل شد. پوناوالا می‌نویسد عبدالله بن عمر به خاطر فقدان اجماعی بر روی خلیفه شدنش، این پیشنهاد را رد نمود. پس از آن، ابوموسی اشعری به عمروعاص پیشنهاد کرد که هر دو علی و معاویه از خلافت عزل شده و کار تعیین خلیفه به شورا موکل شود و عمروعاص پیشنهادش را پذیرفت. ابوموسی در ملأ عام مورد توافقش با عمرو عاص را اعلام کرد ولی عمروعاص برخلاف توافق پیشین بیان داشت که علی را عزل و خلافت معاویه را تأیید کرد. این امر سبب شد ابوموسی برآشوبد و حکمیت را ترک کند.

#### نبرد نهروان
پس از حکمیت اول، هنگامی که علی دریافت معاویه بیعت با خود به‌عنوان خلیفه را پذیرفته است، سعی کرد سپاه تازه‌ای را سامان دهد و از مسلمانان خواست با کسانی بجنگند که بر شیوه کسری و قیصر حکومت می‌کنند و بندگان خدا را به خدمت می‌گیرند. وی از خوارج نیز برای پیوستن به جنگ علیه معاویه دعوت کرد، اما آنان پافشاری کردند که علی اول اقرار به توبه از کفری کند که از نظرشان با پذیرش حکمیت مرتکب شده بود. پوناوالا می‌گوید در این هنگام، فقط انصار، باقی‌ماندگان قرا به رهبری مالک اشتر و تعداد کمی از مردان قبایلشان، به علی وفادار ماندند. علی با سپاه جدیدش کوفه را به منظور براندازی معاویه ترک کرد.
در حالی که علی در راه شام بود، خوارج دست به کشتن افرادی زدند، که با آن‌ها اختلاف دیگاه داشتند؛ لذا سپاه علی و به‌خصوص اشعث بن قیس از وی خواستند که نخست با خوارج برخورد کند، چون از جانب آن‌ها برای خویشان و اموال خود احساس ناامنی می‌کردند؛ لذا علی در ابتدا به نهروان رفت تا با مخالفان تعامل کند. هرچند نظر اکثریت سپاه بر این بود، اما برخی سپاه را ترک کردند. علی از خوارج خواست که قاتلان را تسلیم کنند، اما آن‌ها در پاسخ گفتند جملگی این قتل‌ها را مرتکب شده و ریختن خود شیعیان علی را حلال می‌دانند.
نبرد نهروان به روایت بلاذری در ۹ صفر سال ۳۸ هجری (حدوداً ۱۷ ژوئیه سال ۶۵۸ میلادی) و به روایت ابومخنف در ذی الحجه سال ۳۷ هجری مقارن با نیمه ماه مه سال ۶۵۸ میلادی رخ داد. علی و برخی از اصحابش از خوارج خواستند که دست از دشمنی و جنگ بردارند، اما آن‌ها نپذیرفتند. سپس علی پرچم عفو را دست ابوایوب انصاری داد و اعلام کرد هر کس نزد آن پرچم برود و همچنین اگر کسی از خوارج نهروان را ترک کند و مرتکب قتلی نشده باشد، در امان است. بدین ترتیب صدها تن از خوارج از سپاهشان جدا شدند و از حدود ۴۰۰۰ نفر تنها ۱۵۰۰ یا ۱۸۰۰ تن باقی ماندند. نهایتاً علی منتظر ماند تا خوارج نبرد را آغاز کنند و سپس با سپاهی حدوداً چهارده هزار نفری به باقی‌مانده لشکر خوارج یورش برد. از سپاه علی بین ۷ تا ۱۳ نفر کشته شدند، حال آنکه تقریباً همه خوارجی که دست به شمشیر بردند کشته و زخمی شدند. علی دستور داد زخمیان خوارج به قبایلشان تحویل گردند تا مداوا شوند.
مادلونگ می‌نویسد نبرد با خوارج چالش‌برانگیزترین رخداد دوران خلافت علی بود. هرچند از دید یک دولتمرد عادی جنگ با شورشیان بیعت شکن خون‌ریزی که آشکارا تهدید به قتل دیگران می‌کردند معقول و بلکه ضروری بود، اما اینان پیش از این از همراهان علی و همچون خود وی از مخلص‌ترین باورمندان به قرآن بودند. آن‌ها می‌توانستند از پرشورترین متحدان علی در مقابله با انحراف از قرآن باشند. اما علی نمی‌توانست به درخواست آنان اقرار به کفر خود کند یا دیگر مسلمانان را کافر بداند. یا آنکه از قتل‌هایی که مرتکب شده بودند چشم پوشی کند. به هر حال بعد از این رخداد، اولویت نخست علی آن که مجدداً در میان قرا وفاق ایجاد کند. هرچند علی درصدد بود که مستقیماً از نهروان به سوی شام لشکرکشی کند، اما سپاهش به رهبری اشعث بن قیس با شکوه از فقدان توشه جنگی او را مجبور به حرکت به سمت کوفه کردند و در آنجا لشکرگاه را ترک کردند. پوناوالا می‌نویسد کشتار منتجه از سوی بسیاری از افراد، تقبیح شد و فرار کردن سربازان از سپاه علی، وی را مجبور کرد تا به کوفه بازگردد و نتواند به سمت معاویه لشکر کشی کند.

#### شورش‌ها
در دوران خلافت علی جنگ‌های داخلی بین مسلمانان و شورش ایرانیان به راه افتاد. شورش ایرانیان در آخرین سال خلافت علی اتفاق افتاد که توسط سپاهیان ارسالی خلیفه سرکوب شد. مثلاً شورشیان در شرق ایران، مالیات خود را به قبائل کوفی و بصری پرداخت نکردند.
در حالی که در سال‌های ۴۱–۳۵ هجری، مسلمانان مشغول جنگ‌های داخلی بودند، اکثر مناطق ایران از کنترل خلافت اسلامی خارج شد. حتی بازماندگان سلسلهٔ ساسانی به تلاش‌هایی برای بازیابی حکومتشان در شهرهای طخارستان و نیشابور دست زدند. مسلمانان با تکیه بر خراج و مالیات موفق شدند دوباره کنترل مناطق آشوب‌زده را در دست گرفته و شورش‌ها علیه والیان و افراد تحت حمایتشان را بخوابانند. هپتالیان شهرهای بادغیس، هرات، و فوشنج همانند اهالی نیشابور از دادن مالیات به حاکمان عرب سر باز زدند. مردم شهر زرنگ هم مقر حکومتی حاکم خود را سرنگون کردند. از طرفی دیگر بدویان عرب نیز به شهرهای سیستان حمله برده، آنجا را تصرف کردند. در سال ۳۶ هجری، فرمان‌های علی به اشخاص برجستهٔ محلی مبنی بر دادن خراج به ماهویه، مرزبان مرو، باعث بروز شورش‌هایی در شرق خراسان علیه حکومت علی گردید که تا درگذشت علی ادامه داشت.
بعد از جنگ صفین، هنگامی که علی مشغول سرکوب شورش‌های خوارج در عراق و فارس بود، مردمان مناطق جبال، فارس، و کرمان در سال ۳۹ هجری از دادن مالیات سر باز زده و شروع به شورش کردند که روز به روز شدت می‌یافت و مردم این مناطق مأموران جمع‌آوری مالیات را از شهرهای خود بیرون راندند.

### ادامه فتوحات
حکَم بن عمر تغلبی، در روزگار خلافت عمر بن خطاب، در ۲۳ق/ ۶۴۴م مکران را که منطقه‌ای در همسایگی توران بود، فتح کرد. عمر دستور داد تا وی از آن سرزمین پیش‌تر نرود؛ تا آنکه به هنگام خلافت علی در اواخر سال ۳۸ و اوایل ۳۹ق/ ۶۵۸م، حارث بن مرهٔ عبدی داوطلبانه و با اجازهٔ از خلیفه وقت، علی بن ابی‌طالب، برای دستیابی به غنایم، در آن سوی مکران (توران) به نبرد برخاست.

#### سال آخر خلافت
پس از قضیهٔ حکمیت، هر چند علی حکم برکناری را نپذیرفت و خود را کماکان خلیفهٔ مسلمانان می‌نامید اما هر روز از وفاداران به او کاسته می‌شد. وقتی علی مشغول رفع شورش خوارج بود، معاویه کنترل مصر را در دست گرفت. در این زمان معاویه نیز طرفدارانی داشت که او را خلیفه می‌دانستند. دانشنامهٔ ایرانیکا می‌نویسد وی در اواخر سال ۳۹ هجری، سپاهیان علی را در مصر شکست داد و عمرو عاص را حاکم آنجا نمود. در همین زمان، علی کنترل حجاز را نیز از دست داد. در سال ۴۰ هجری علی حتی کنترلی بر شهرهای مکه و مدینه نیز نداشت. علی عملاً به شهر کوفه محدود شده بود و در موضعی تدافعی قرار داشت تا آنجایی که اقدامی در برابر لشکرکشی‌های معاویه به قلب عراق، یمن و عربستان نکرد. افکار عمومی عرب به جانشینی معاویه تمایل داشت، چرا که وی توسط نیروهای منظمی پشتیبانی می‌شد و می‌توانست قدرت را در میان نخبگان عرب حفظ و خلافت اسلامی را کنترل کند.
در سال آخر خلافت علی، مردم کوفه و بصره پس از حملات لشکریان معاویه به شهرهای عراق، ماهیت واقعی معاویه را شناختند و دوباره با علی ضد معاویه متحد شدند. با این حال نگرش مردم نسبت به علی در این مقطع زمانی، به شدت متفاوت بود. فقط اقلیت کوچکی از آن‌ها معتقد بودند که علی بهترین شخص پس از محمد برای خلافت است؛ در حالی که اکثریت مردم او را به علت دشمنی با معاویه مورد حمایت قرار دادند.
به نوشتهٔ ویلفرد مادلونگ خودداری او از مشارکت در بازی جدید فریبکاری سیاسی و فرصت‌طلبی هوشمندانه که در زمان خلافت وی در دولت اسلامی ریشه دوانده بود، هرچند وی را از کامیابی در زندگی محروم ساخت، اما سبب شد در نظر ستایشگرانش به‌عنوان نمونه‌ای از تقوای اسلام نخستین و فاسدنشده و همچنین فتوت عربی پیش از اسلام جلوه‌گر شود.

### کشته شدن
تعدادی از خوارج تصمیم به قتل علی، معاویه، و عمرو عاص به صورت هم‌زمان گرفتند تا به عقیدهٔ خود اسلام را از دست این سه تن که مسئول جنگ‌های داخلی بودند، خلاص کنند که تنها موفق به کشتن علی شدند و معاویه و عمرو عاص جان سالم به در بردند. در منابع روز ضربت خوردن علی ۱۷، ۱۹، و ۲۱ رمضان گزارش شده است. اما شیخ مفید روز ۱۹ را صحیح‌تر می‌داند و ابن ابی الحدید نیز می‌نویسد چون این سه تن کارشان را عبادت می‌دانستند بنابراین آن را در شب قدر ۱۹ رمضان قرار دادند تا ثواب بیشتری برده باشند. روز درگذشت علی هم در منابع از ۱۱ تا ۲۱ رمضان گزارش شده است و مدت تحمل ضربت را دو یا سه روز دانسته‌اند. علی هنگامی که مشغول خواندن نماز صبح در مسجد کوفه بود و به روایتی دیگر در کنار در مسجد توسط عبدالرحمن بن ملجم و با یک شمشیر زهرآگین از ناحیهٔ سر ضربت خورد. عبدالرحمن این عمل را به قصد انتقام‌گیری از وی در قبال کشتار نهروان انجام داد. دو روز بعد در ۱۹ یا ۲۱ رمضان ۴۰ هجری، علی در سن ۶۲ یا ۶۳ سالگی درگذشت.
روایات زیادی وجود دارد که در آن محمد یا علی خبر می‌دهند که ریش علی از خون فرق سرش رنگین می‌شود. عمدتاً در منابع شیعی بر روی این مطلب تأکید شده است که علی با وجود آگاه بودن از سرنوشتش، کس دیگری را به جای خود به امامت نماز جماعت نگذاشت و با وجود اینکه دیگران به وی در مورد احتمال کشته‌شدنش هشدار داده بودند، با خواندن ابیاتی هراس از مرگ را نفی کرده بود. علی حتی پیش‌بینی کرده بود که ابن ملجم قاتلش خواهد بود. رابطهٔ بین علی و ابن ملجم تنش‌برانگیز بود. با این همه، علی در مقام خلیفه هیچ اقدامی علیه ابن ملجم انجام نداد. به روایت ابن سعد، علی گفته بود «چگونه کسی را بکشم که هنوز مرا نکشته است»؟ حتی وقتی کسی از قبیلهٔ مراد یا کسی که از زبان خود ابن ملجم نقشهٔ قتل را شنیده بود، در این باره به علی هشدار داد، علی پاسخ داد که هر انسانی را دو فرشته که بر روی شانه‌هایش قرار دارند، تا لحظهٔ مرگ حافظ‌اند و آن لحظه را تقدیر معین می‌کند.
شب قبل از واقعه، ابن ملجم به همراه وَردان و شَبیب بن بَجَره شمشیرهایشان را به زهر آغشتند و کنار در مسجد منتظر ماندند تا علی به منظور اقامهٔ نماز صبح به مسجد وارد شود. به محض ظاهر شدن علی، شبیب به وی حمله برد اما شمشیرش به لغاز در اصابت کرد و خطا رفت. شبیب فرار کرد و در میان جمعیت گم شد. وردان نیز بی‌سروصدا گریخت، به خانه رفت و حریر از سینه باز کرد. چون پسرعمویش او را در این حالت دید، مشکوک شد و وی را کشت. تنها ابن ملجم باقی‌مانده بود. او در حالی که فریاد می‌کشید «ای علی، حکمیت خاص خداست، نه تو و یارانت» ضربتی به فرق سر علی وارد آورد و خواست بگریزد که ابو اَدماء همدانی وی را به زمین افکند. علی به خانه‌اش بازگشت و ابن ملجم را پیش وی آوردند. ابن مجلم به علی گفت که ۴۰ روز شمشیرش را تیز می‌کرده و از خدا خواسته است که با آن شرورترین مردان را بکشد. علی در پاسخ گفت خود ابن ملجم با همین شمشیر کشته خواهد شد و وی را شرورترین مردان نامید.
علی در اجرای شرع اسلامی سخت گیر بود و در مورد قصاص قاتلش نیز منابع تقریباً حاکی از آن هستند که وی گفت که دقیقاً یک ضربت به ابن ملجم وارد شود. اما برخی منابع این‌گونه بیان نشده‌اند. برخی منابع می‌نویسند که علی فرمان داد صبر شود تا اثر ضربت بر وی معلوم شود، اگر زنده ماند خود در مورد وی تصمیم می‌گیرد. شیخ مفید روایت می‌کند که علی گفت، این قاتل همانند قاتل محمد پیامبر اسلام است و باید کشته و جسدش سوزانده شود. برخی روایات حاکی از آنند که علی به حسن و هاشمیان توصیه کرد که به بهانه خون خواهی از وی، خون مسلمانان را نریزند و قاتلش باید دقیقاً به همان صورتی که علی کشته شد کشته شود. روایتی از ابوالعباس مبرد حاکی از آن است که علی وی را به کل بخشید. روایت دیگر می‌گویند علی فرمان داد که به ابن ملجم غذا و محل استراحت مناسب داده شود و اگر علی بمیرد، ابن ملجم را به وی ملحق کنند تا در آن دنیا خدا بین وی و علی قضاوت کند.

## دفن و آرامگاه

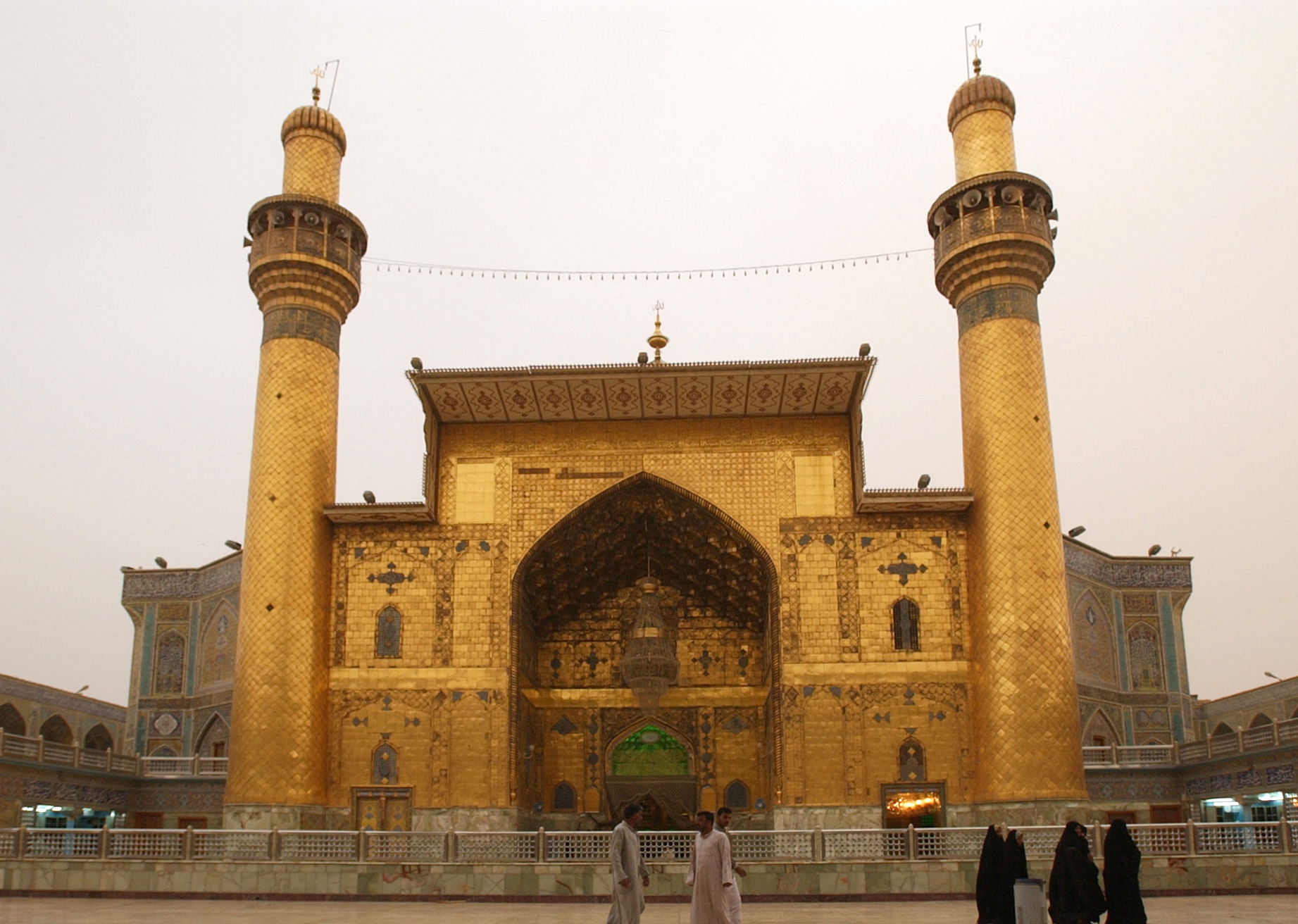
مقبرهٔ علی در نجف

علی بن ابی‌طالب را در نزدیکی کوفه دفن کردند اما مزارش از ترس نبش قبر و بی‌حرمتی به آن — خصوصاً از جانب خوارج — پنهان نگه داشته شد. تا آنکه در اواسط قرن دوم ه‍. ق، در زمان هارون‌الرشید، خلیفهٔ عباسی، و به سال ۷۹۱ میلادی در فاصلهٔ چند کیلومتری از کوفه محل مزارش مشخص و آرامگاهی در آنجا ساخته شد. پس از آن این منطقه تبدیل به شهر نجف شد.

## همسران و فرزندان
علی ۹ زن و چندین کنیز داشت و دارای ۱۴ پسر و ۱۹ دختر بود که از میان آنان حسن، حسین، عباس، و محمد حنفیه مشهورترند. طبق منابع شیعی تعداد کل فرزندان علی ۲۷ یا ۲۸ بود. مادر محمد حنفیه، کنیزی آزادشده به نام خوله دختر جعفر حنفیه بود. از میان فرزندان علی، ۵ نفر صاحب نسل شدند.
فاطمهٔ زهرا، دختر محمد و خدیجه، همسر علی بن ابی‌طالب، مادر حسن و حسین، و یکی از پنج عضو آل عباست. نسل علی از فاطمهٔ زهرا به‌عنوان شریف یا سید شناخته می‌شوند. آن‌ها به‌عنوان تنها نسل بازمانده از محمد، مورد احترام شیعه و سنیاند. علی تا زمانی که فاطمه زنده بود همسر دیگری نداشت، اما پس از او با زنان متعددی ازدواج کرد. به‌جز ۴ فرزندی که از فاطمه داشت، بقیه فرزندانش از همسران دیگر او بودند.
حسن بزرگ‌ترین پسر علی و فاطمهٔ زهرا و دومین امام شیعه است که طبق روایات در ۶۲۵ میلادی در مدینه به دنیا آمد. بعد از درگذشت علی، برای مدت کوتاهی در کوفه بر بخشی از سرزمین‌های مسلمانان خلافت کرد و سپس طبق عهدنامهٔ صلح با معاویه از قدرت کناره گرفت. او در ۶۷۰ میلادی در مدینه مسموم شد و درگذشت. حسین دومین پسر علی و فاطمه زهرا و سومین امام شیعه است که طبق بیشتر روایات در ۶۲۶ میلادی در مدینه به دنیا آمد. وی در سال ۶۸۰ میلادی علیه یزید قیام کرد و در نبرد کربلا به همراه یارانش کشته شد. در این نبرد علاوه بر حسین، شش تن دیگر از فرزندان علی نیز کشته شدند که چهار نفر آن‌ها پسران فاطمهٔ کلابیه معروف به ام‌البنین بودند. همچنین سه پسر حسن و دو فرزند حسین در نبرد کشته شدند.
خاندان علی رهبری مسلمانان را منحصر به اهل البیت می‌دانستند و در دوران‌های مختلف قیام‌های متعددی ضد حاکمان وقت انجام دادند. از مهم‌ترین این قیام‌ها می‌توان نبرد کربلا، قیام مختار ثقفی از طرف محمد حنفیه، قیام زید بن علی و قیام یحیی بن زید ضد امویان را نام برد. بعدها خاندان علی ضد عباسیان نیز قیام کردند که از مهم‌ترین آنان می‌توان به قیام صاحب فخ و قیام محمد ابن عبدالله نفس زکیه اشاره کرد. در حالی که هیچ‌یک از این قیام‌ها موفق نبود، سرانجام ادریسیان، فاطمیان، و علویان طبرستان توانستند اولین حکومت‌ها از خاندان علی را تشکیل دهند.

## در قرآن و حدیث

### آیات شیعی قرآن
در قرآن فعلی—موسوم به مصحف عثمان—هیچ اشاره مستقیمی به علی نشده است. روایت رسمی اهل سنت این است که قرآن بی کم و کاست تا زمان عثمان و بر اساس آنچه محمد به مؤمنان گفته بود، تدوین شده بود و مصحف‌های موازی از بین رفته بودند. با این وجود، تردید دربارهٔ کامل بودن قرآن حداقل تا آغاز قرن چهارم هجری—تسلط آل بویهٔ شیعه بر دستگاه خلافت—در بسیاری از جریان‌های اسلامی دیده می‌شود. این تردیدها منحصر به شیعیان نبوده—چنان‌که بعضی از صحابه، خوارج و حتی اندیشمندان معتزلی هم بدان باور داشتند—اما بیشترین تردیدها از جانب شیعیان بوده است؛ لذا حداقل تا قرن چهارم هجری، مصحف‌های دیگری—از جمله مصحف علی و مصحف عبدالله بن مسعود—که تفاوت‌های شگرفی با مصحف عثمان داشته‌اند، رایج بوده‌اند.
اعتقاد برخی شیعیان به تحریف قرآن از آنجا سرچشمه می‌گرفت که بنا به روایات، به خصوص روایات شیعه دوازده‌امامی، معتقد بودند آیات بسیاری در وحی محمد وجود داشته که در آن‌ها از علی (به خصوص «ولایة علی» که معانی متفاوتی داشته) و فاطمه و فرزندانشان به عنوان بهترین الگوهای امت نام برده شده اما آن‌ها را حذف کرده‌اند. همچنین گفته‌اند که قرآن حاوی آیاتی دربارهٔ خیانت سران قریش به محمد بوده اما این افراد که بعد از مرگ محمد به قدرت رسیدند، آیات مورد نظر را تحریف کردند. لیکن علی قرآن اصلی را مخفی کرد و از امامی به امامی دیگر منتقل می‌شد تا اینکه با امام دوازدهم به غیبت برده شد. اشارات شیعی به تحریف قرآن دو دستهٔ مستقیم و غیرمستقیم هستند. اشارات غیرمستقیم به تحریف قرآن از سوی امامان را در بخش‌هایی از کتب روایی قرار می‌دادند که اساساً ربطی به تحریف قرآن نداشتند. اشاره‌های مستقیم نیز نقل قول‌هایی از قرآن هستند که با آنچه در مصحف عثمان موجود است فرق دارد. تعداد چنین آیاتی در منابع شیعه، بیش از صدها مورد است و السیاری، نویسندهٔ قرن سوم، در کتاب التنزیل والتحریف حدود سیصد آیه را نقل کرده است. چند مورد در ادامه ذکر شده است (تفاوت با قرآن رسمی با فونت ایتالیک ضخیم نوشته شده):
اما آنان که در حق خاندان محمد ستم روا داشته بودند، [آن سخن را] به سخنی غیر از آنچه به ایشان گفته شده بود تبدیل کردند، و ما بر آنان که در حق خاندان محمد ستم کردند بدان دلیل که نافرمانی پیشه کرده بودند، عذابی آسمانی نازل کردیم.— سورهٔ بقره آیهٔ ۵۹
چرا هرگاه محمد چیزی دربارهٔ ولایة علی که خوشایند شما نبود برایتان آورد، کبر ورزیدید و از خاندان محمد گروهی را دروغگو خواندید و عده‌ای راُ کشتید؟— سورهٔ بقره آیهٔ ۸۷
ای کسانی که به شما کتاب داده شده، به آنچه دربارهٔ علی نازل کردیم و تصدیق کنندهٔ همان چیزی است که نزد شماست ایمان بیاورید.— سورهٔ نساء آیهٔ ۴۷
و بی تردید پیش از این با آدم با فرامینی دربارهٔ محمد و علی و حسن و حسین و امامان از نسلشان پیمان بستیم، و فراموش کرد، و برای او عزمی نیافتیم.— سورهٔ طه آیهٔ ۱۱۵
به آنچه بر تو وحی شده است تمسک جو، تو بر ولایت علی هستی و علی صراط مستقیم است.— سورهٔ زخرف آیهٔ ۴۲

### در شأن نزول
بر اساس آنچه در تاریخ بغداد و صواعق المحرقه گزارش شده است، نزدیک به ۳۰۰ آیه در قرآن در شأن علی بن ابی‌طالب نازل شده است. قرشی این تعداد از آیات نازل شده را دلیلی بر فضل و ایمان علی دانسته است. قرشی همچنین این آیات را در چند دسته تقسیم‌بندی کرده است:
- آیات نازل شده در شأن او (آیه ۷ رعد، ۱۲ حاقه، ۲۷۴ بقره، ۷ بینه، ۴۳ نحل، ۱۱۹ توبه، ۳۳ زمر، ۶۷ مائده، ۳ مائده، ۵۵ مائده، ۱۰ تا ۱۱ واقعه، ۲۰۷ بقره و ۶۲ انفال)
- آیات نازل شده در شأن او و اهل‌بیت (۲۳ شوری، ۶۱ آل عمران، سوره انسان، آیه تطهیر)
- آیات نازل شده در شأن او و بزرگان صحابه (۴۶ اعراف، ۲۳ احزاب)
- آیات نازل شده در شأن او و دشمنانش (۱۹ برائت، ۱۸ سجده، ۲۲ زمر، ۲۱ جاثیه، ۲۹ مطففین)

### در احادیث
نبیل حسین می‌نویسد سنی‌های حامی علی بر این باورند که نوعی علی‌ستیزی را می‌توان در روایات تاریخی و احادیث اسلام مشاهده کرد و هم سو بودن سنی‌ها با سلسلهٔ بنی‌امیه باعث شده است که محدثان اولیه با گرایش شیعی، فاقد اعتبار و از سوی دیگر، راویان حدیث با گرایش ضد علی معتبر دانسته شوند.
ایگناز گلدزیهر ضمن مقایسهٔ دو نسخه از سخنان محمد دربارهٔ علی که در جنگ خیبر پس از دادن پرچم به او بر زبان آورده است، اذعان می‌دارد که در روایات، اضافاتی به نفع علی وجود دارد. اما از طرف دیگر برای اثبات دیدگاه خود دربارهٔ وجود علی‌ستیزی در روایات، دو نسخهٔ متفاوت از حدیث «مؤمن در حالی که نور ایمان در قلبش است، زنا نمی‌کند و مؤمن در حالی که نور ایمان در قلبش است، دزدی نمی‌کند» را بررسی کرده، نتیجه می‌گیرد که در برخی کتب، به حدیث مزبور جملهٔ «مؤمن غلو نمی‌کند» اضافه شده است تا شیعیان «کافر» قلمداد شوند و این جملات اضافی در لوای حدیث موجه و معتبر اصلی، به مرور زمان در اذهان مسلمانان جای بگیرد.
مایکل کوپرسن در کتاب تاریخ‌نگاری سنتی عربی می‌نویسد عباسیان پس از آنکه پایه‌های قدرت خود را مستحکم کردند، به ساخت احادیث جعلی برای بنی‌امیه و نیز علویان مبادرت ورزیدند. آنان در روایات خود خلافت بنی‌امیه را خلافت فرزندان دشمنان محمد دانستند و دربارهٔ خلافت فرزندان علی نیز سعی داشتند تأکید کنند که خلافت بیشتر از آنکه به فرزندان دختر محمد تعلق داشته باشد، به فرزندان عموی محمد تعلق داشته است و مدعی بودند که فرزندان علی خلافت را از شجرهٔ خود به شجرهٔ عباس انتقال داده‌اند. پل کوب می‌نویسد در شام، احادیث راجع به تقوای علی تا زمان اسماعیل بن عیاش حمصی (درگذشته به سال ۱۸۱ یا ۱۸۲ هجری) ناشناخته بودند و حتی تا قرن سوم هجری هر کسی در مسجد امویان، مخفیانه در بحث‌های مربوط به «فضائل علی» شرکت می‌جست، به احتمال زیاد مورد هجمه قرار می‌گرفت.

## علی در آخرالزمان
نظر به حضور شدید هشدارهای آخرالزمانی در قرآن، مثلاً آیهٔ ۵۷ سورهٔ نجم، و احادیث اولیه مثل حدیث دو انگشت، بسیاری از دانشوران، از قرن نوزدهم میلادی تا امروز، محمد را یک «واعظ آخرالزمانی» محسوب کرده‌اند که اعتقاد داشته قیامت بسیار نزدیک است یا حتی آغاز شده است. منابع اسلامی حتی او را «رسول الملحمه» (پیامبر جنگ‌های آخرالزمان) هم نامیده‌اند. همچنین، منابع غیراسلامی معاصر محمد—که زمان نگارششان در مقایسه با منابع اسلامی به حیات او نزدیک تر است—به ماهیت آخرالزمانی جنبش محمد گواهی داده و گفته‌اند که محمد مژده آمدن مسیحا—منجی ادیان مسیحی-یهودی—را داده است. هرچند قرآن از عیسی به عنوان نشانهٔ قیامت یاد کرده، اما (برخلاف احادیث) سخنی از مژدهٔ مسیحا در آن یافت نمی‌شود.

با این وجود، برخی از پیروان محمد معتقد بودند که علی بن ابی طالب، «مسیحای دوم» است. در آیه ۷ سورهٔ رعد، از دو نفر سخن به میان آمده: «تو [محمد] فقط هشداردهنده‌ای، و هر قومی را راهنمایی هست.» به عبارت دیگر، نقش محمد در وقایع آخرالزمان جز هشدارِ پیوستن به آن راهنما [شخصیت مسیحایی] نبوده است. مفسران شیعه به‌طور متفق القولی این شخص را علی دانسته‌اند. در واقع، علی جایگاهی به مراتب بالاتر از محمد نزد برخی از پیروانش داشته است. کلینی، محدث شیعه، حدیثی به محمد منسوب کرده که در آن به شباهت علی و عیسی اشاره شده است:
یا علی، در تو شباهتی به عیسی بن مریم است؛ اگر بیم آن نمی‌داشتم که گروهی از امت من دربارهٔ تو چنان بگویند که نصارا دربارهٔ عیسی بن مریم می‌گویند، بی‌شک سخنی درباره‌ات می‌گفتم که از جمعی نمی‌گذشتی مگر اینکه خاک قدم‌هایت را بردارند و به آن تبرک جویند.— محمد به نقل از کلینی در کتاب الکافی

ذات مسیحایی علی—به عنوان منجی، زنده‌کنندهٔ مردگان و داوری‌کنندهٔ آخرالزمان—در خطبه‌ای منسوب به خود او که شبیه به باب‌های ۱۰:۳۰ و ۱۴:۱۱ انجیل یوحناست، دیده می‌شود. این خطبه که به طرق مختلف توسط منابع شیعه دوازده‌امامی و اسماعیلی، مثل سید جعفر کشفی دارابی بروجردی و حافظ البرسی نقل شده، چنین است:
منم آن‌که در روز کیفر، کیفر دهد… منم آن ندا که ساکنان قبرها را بیرون می‌آورد… منم خداوندگار روز قیامت… منم خالق، منم مخلوق… منم زنده‌کننده مردگان… منم آنکه از زبان عیسی سخن گوید. منم مهدیِ (منجی) این عصر. منم مسیح، منم مسیح ثانی، منم عیسای زمان، منم خداوندگار میزان… منم علی، منم اعلی.— خطبه منسوب به علی بن ابی‌طالب

یگانگی عیسی و علی در منابع گروهی از شیعیان باطنی که مخالفانشان آن‌ها را «غالی» (افراطی) می‌نامیدند، به اوج می‌رسد. به گفتهٔ امیرمعزی، ریشهٔ این مطالب به زمان محمد باقر و جعفر صادق یا به اطرافیان علی و حتی شخص محمد بازمی‌گردد؛ مثلاً، در این منابع به علی منسوب است که:
ای مردم، من همان مسیحم که کوران و جذامیان را شفا می‌دهد و پرندگان را خلق می‌کند و ابرها را کنار می‌زند. من اویم و او من است. عیسی بن مریم از من است و من از او. هموست کلمهٔ بزرگ خدا.— خطبهٔ منسوب به علی
در شیعهٔ نخستین، یکی بودن عیسی و علی به عقیدهٔ «انتقال وصیت» یا «انتقال نور ولایت» مربوط بوده است. در نظر امیرمعزی، این مطالب که به عهد الهی در کتاب مقدس شبیه است، می‌تواند روشن کند که منظور از «ولایة علی» در قرآن شیعی چه بوده است. (بنگرید به #آیات شیعی قرآن).

## موقعیت علمی و روایی

### قرآن و تفسیر

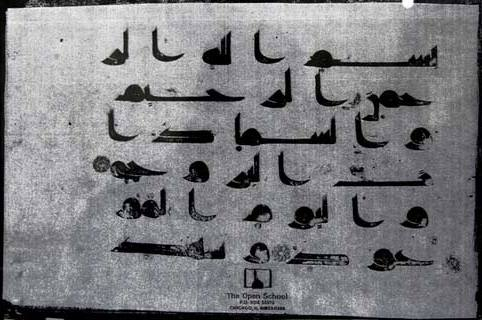
دست‌نوشتهٔ قرآن منسوب به علی بن ابی‌طالب که در کتابخانهٔ حرم امام علی نگهداری می‌شود. این صفحه به سوره البروج آیات ۳–۱ مربوط است.

به روایت اسلامی، علی در دوران حیات محمد، آیات نازل شده بر محمد را می‌نوشت و مصحف گردآوری شده توسط او شامل تفاسیر باطنی و تاویل برخی آیات قرآن می‌باشد. علی همچنین وظیفه نگارش تعهدنامه‌ها و پیام‌های محمد را عهده‌دار بود. او همچنین اولین کسی بود که نقطه‌گذاری در قرآن را وضع کرد. علی از قاریان اصلی قرآن هم بود و قرائتی از او بر جای مانده که، به گفتهٔ برخی نویسندگان کتاب‌های قرائات قرآن، با قرائت حفص از عاصم یکی است.
در باب تفسیر، علی در میان صحابه به عنوان بزرگتری مرجع تفسیر قرآن شناخته می‌شده است و بسیاری از روایات هرمنوتیکی او در تفاسیر شیعی و غیرشیعی استفاده شده است. در همین رابطه از علی نقل شده است که « «کتاب خدا آن است که به وسیله آن [حقایق] را ببینید، سخن بگویید و بشنوید. بخش‌هایی از آن از طریق بخش‌های دیگر سخن می‌گوید، و بخش‌هایی از آن بر بخش‌های دیگر گواهی می‌دهد». به نوشته ذهبی، ابن‌عباس، معروفترین مفسر قرآن در میان صحابه پیغمیر، در نزد علی تلمّذ می‌کرد.
بنا به تعلیمات علی، قرآن وجوه گوناگونی دارد که برای درک تفصیلی آن باید از یک سو از سنّت کمک گرفت و از سوی دیگر باید به تفسیر خلاق فکری و معنوی خود رجوع کرد، زیرا قرآن مکتوبی است بین دو جلد که به زبان حرف نمی‌زند و بدون مترجم نمی‌تواند کارایی داشته باشد. در خطبه‌ای از نهج‌البلاغه، علی تأکید دارد که وحی قرار نیست عقل را به حاشیه براند یا جای آن را بگیرد بلکه کارِ وحی «کشف گنجینه‌های مدفون عقول» است. از این رو وحی و عقل مکمل یکدیگر می‌باشند.

### حدیث
احادیث فراوانی که از علی باقی مانده است گویای اهمیتی است که او به جمع‌آوری حدیث قائل می‌شده است. دسته‌ای از این احادیث که در منابع اولیه از جمله «کتاب علی» گردآوری شده است، به نقل احادیث پیغمیر اختصاص دارد.
دسته دیگری سخنان و کردار خود علی را بازگو می‌کردند. توصیه علی به ثبت و نقل احادیث، راویانی چون عبیدالله بن ابی رافع، علی بن ابی‌رافع و ربیعة بن سمیع را گرد او پدیدآورد که از نخستین مؤلفان کتب روایی به حساب می‌آیند. علاوه بر اینها، اولین ارزیابی نظام مند احادیث را به علی نسبت می‌دهند. نمونه بارز کار او در این زمینه، گفتاری در مورد اختلاف بین احادیث است که به قلم آبان بن ابی عیاش بیان شده است و علل مختلف اختلاف در احادیث مربوط به پیامبر در آن مورد توجه قرار گرفته است: وجود احادیث مجعول؛ اقوالی که برخاسته از وهمِ صحابی است. احادیث ناسخ یا منسوخ؛ عام یا خاص؛ و آنهایی که روشن (محکم) یا مبهم (متشابه) هستند. به این دلایل و دلایل دیگر، علی را به عنوان یکی از عوامل اصلیِ
ایجاد مبانی حدیث به عنوان یک رشته رسمی به حساب می‌آورند.
تعداد زیادی از سخنان کوتاه علی، تبدیل به بخش‌هایی از فرهنگ عمومی اسلامی شده است و به‌عنوان ضرب‌المثل و کلمات قصار در زندگی روزمره نقل می‌شوند. همچنین، این سخنان اساس آثار ادبی گردیده و به صورت اشعار در زبان‌های گوناگون وارد شده‌اند. در قرن ۸ میلادی، نویسندگان ادبی همچون عبدالحمید یحیی امیری، به فصاحت بی‌نظیر خطبه‌ها و سخنان علی اشاره کرده‌اند. جاحظ، ادیب عرب در قرن سوم هجری، نیز بر همین عقیده است.

### آثار
در قرن ۱۰ میلادی، یکی از محققان برجستهٔ شیعی به نام سید شریف رضی تعداد زیادی از خطبه‌ها، نامه‌ها، و سخنان کوتاه علی با موضوعات گوناگون را در کتابی به نام نهج‌البلاغه جمع‌آوری کرد که به یکی از پرطرفدارترین و تأثیرگذارترین کتب جهان اسلام مبدل گشت.

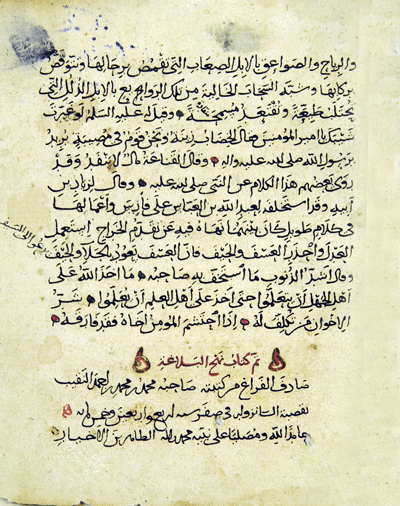
صفحه‌ای قدیمی از نهج‌البلاغه

کتاب جامعه که به «کتاب علی» نیز شهره است، از جمله آثار منسوب به علی است. این اثر یکی از مهم‌ترین پشتوانه‌های حدیثی نزد امامیه است که توسط پیامبر اسلام، انشاء و به خط علی به نگارش درآمده است. این اثر به جهت رویت افراد متعدد، در خصوص انتساب به علی، نسبت به سایر آثار منسوب، برتری دارد. در منابع اهل سنت، از کتابی با عنوان صحیفه علی یاد شده است که در زمینه‌های دیه، آزادی بنده و عدم جواز قتل مؤمن در برابر کافر، روایاتی را گزارش کرده است. کتاب الجفر یا کتاب جفر، کتابی دیگر منسوب به علی است که محتوای آن، اخبار غیبی از حوادث آینده است. مُصحَف علی به نسخه‌ای از قرآن گفته می‌شود که توسط علی گردآوری شده است. علی یکی از اولین گردآورندگان قرآن بود و سوره‌های قرآن را به ترتیب تاریخ نزول چیده بود. همچنین روایت شده است که این مصحف شامل مطالب تفسیری مانند نسخ آیات نیز بود. منابع شیعی می‌نویسند که پس از درگذشت محمد، علی مصحفش را به گروه حکومتی جمع‌آوری قرآن عرضه کرد ولی با مخالفت صحابه روبرو و مجبور شد قرآن را به خانه‌اش برگرداند. کتاب‌های دیگری با عنوان کتاب فی العلوم القرآن، کتاب الدیات و کتاب تعلیقة النحویه از جمله آثار منسوب به علی است.
آثار دیگری نیز به علی نسبت داده شده است. از آن جمله می‌توان به موارد زیر اشاره کرد: دعای کمیل که علی آن را به شاگردش کمیل بن زیاد آموخت و در حقیقت دعایی طولانی است که هنوز هم توسط شیعیان خوانده می‌شود. عهدنامه مالک اشتر از جمله آثار علی است که خطاب به مالک اشتر نوشته و به زبان‌های مختلف و به صورت مجزا، چاپ و نشر شده است. مسند علی به مجموعه احادیثی از پیامبر اسلام گفته می‌شود که راوی اول آن‌ها علی است و در مسندهای روایی اهل سنت مانند مسند احمد حنبل آمده‌اند. بعدها افرادی احادیث علی را گردآوری کرده و آن را یک‌جا مسند علی نامیدند. در منابع قدیمی، گزارش‌های مختلفی دربارهٔ اینکه آیا علی شعر می‌سروده است یا نه وجود دارد. مؤلفان متعددی دیوان اشعاری را به علی نسبت داده‌اند ولی بسیاری از این اشعار سرودهٔ دیگران است. روش قضاوت علی نیز مورد توجه اصحابش بوده و توسط آنان گردآوری شده است. غرر الحکم و درر الکلم مجموعه‌ای از کلمات قصار علی بن ابی‌طالب است که توسط ابوالفتح عبدالواحد بن محمد بن عبدالواحد تمیمی آمدی، از علمای امامی قرن پنجم هجری، گردآوری شده است.

## ویژگی‌های ظاهری و اخلاقی
زرین کوب می‌نویسد علی میانه‌بالا و فراخ‌شانه بود؛ و چهره‌ای خندان داشت. وی سخنوری توانا بود و در سخنانش ایمان و حق طلبی جلوه دارد. در معیشت زاهد بود و غالباً خود را گرسنه نگه می‌داشت و حتی وقتی تهیدست نبود به تجمل و تفنن نمی‌پرداخت. جنگجویی دلیر بود و در تقوا نمونهٔ کمال محسوب می‌شد. سرزنشگران وی را به جهت دقت و احتیاط در رعایت حق و دین طعنه می‌زدند و عامه مسلمانان مظهر پارسایی و درستی می‌شناختند. پایبندی به سیره محمد سبب می‌شد از مصلحت گرایی در سیاست بپرهیزد. منابع اسلامی گزارش‌هایی در خصوص زهد او در لباس و طعامش، نقل کرده‌اند. لئورا وچا ولیری در دانشنامهٔ اسلام می‌نویسد علی مردی با سر طاس و بدنی چاق و تنومند بود و پاهای کوتاه و کتفی فراخ داشت. چشم‌هایش دچار التهاب و بیماری بود. بدنی پرموی و ریشی بلند و سفید داشت که تا نزدیک سینه‌اش می‌رسید. وی می‌گوید که علی خشن و گوشه‌گیر بود. علی به خاطر دانش عمیقش از قرآن مشهور بود و بهترینِ قاریان قرآن به حساب می‌آمد. در مقابل گفته شده است که علی تنها در جنگ خیبر دچار چشم درد شد و بر طبق روایتی توسط محمد شفا یافت. همچنین گزارهٔ دانشنامهٔ اسلام در مورد خشن و گوشه‌گیر بودن علی مورد انتقاد قرار گرفته است. از جمله اینکه مدلانگ، شادمانیِ چهره علی را، در کنار شهرتش به عنوان یک عدالتخواه سازش‌ناپذیر و جنگجوی سرسخت، را شگفت‌انگیز می‌داند. این تضاد درونی ممکن است در توصیفاتی که علی در نهج البلاغه از خردمند واقعی داشته است قابل توضیح باشد، آنجا که قلب خردمند را ساکنِ بهشت می‌داند در حالی که جسمش در این دنیا مشغول کار است. در تعبیر دیگری، خردمند واقعی را شادترین فرد در میان ابنای بشر می‌داند. ابن ابی الحدید منش لطیف و چهره بشّاش علی را عاملی برای سوء استفاده مخالفانش می‌داند که آن را نوعی تقصیر به حساب می‌آوردند. عمر از این منش علی با عنوان دُعَابَة (شوخ‌طبعی یا بازیگوشی متمایل به سبکسری) یاد می‌کند که بعدها در دوران فتنه دوم توسط معاویه و مخصوصاً عمروعاص تکرار و تقویت شد و در کارزار تبلیغاتی علیه او به کار رفت تا اعتبار او به عنوان رهبر مسلمین زیر سؤال ببرد.
علی از لحاظ جسمانی بسیار نیرومند بود و در میان دشمنان خود به شجاعت و بی‌باکی شناخته می‌شد. او هیچ‌گاه در مقابل دشمنانش ضعف و سستی بروز نداد. علی علاوه بر تسلط به قرآن و سنت، در فن خطابه نیز مهارت داشت.
یکی از خصلتهای علی که تقریباً در تمامی منابع از آن اسم برده شده است عدالت‌خواهی او است که سختگیرانه اجرا می‌شد و زمینه خصومت مخالفانش را فراهم می‌کرد. در همین زمینه به پاسخ منفی علی به درخواست کمک مالی برادرش عقیل اشاره می‌شود که علی حاضر نشد به خاطر او در بیت المال تصرف کند. در عوض آهن گداخته‌ای را به او نزدیک کرد تا نشان دهد که با این درخواست، او (علی) را به آتش (جهنم)، فراخوانده است.
علی به اسلام سخت پایبند و در مورد آن سخت‌گیر بود. اگر به حقانیت چیزی اعتقاد داشت، بدون اغماض و تسامح با آن برخورد می‌کرد، اگرچه برخلاف مصالح وی یا سیاست بود. رفتار او با اشراف، اعیان، عامه مردم، عرب و ملت‌های مغلوب مسلمانان یکسان بود و ملاک برتری افراد را تقوا قرار می‌داد. در امور مالی تا حد وسواس سخت‌گیر بود و معتقد بود بیت‌المال باید به تساوی میان افراد تقسیم شود. چندین بار نزدیکانش بابت این مسئله از او رنجیدند. علی در زندگی شخصی خود ساده و بی‌پیرایه بود. تنها در کوچه و بازار می‌رفت و اگر در هنگام خرید فروشنده‌ای او را می‌شناخت، از او خرید نمی‌کرد. علی‌رغم تأثیر اختلاف‌های مذهبی در تاریخ‌نگاری مسلمانان، منابع توافق دارند که علی شخصیتی عمیقاً مذهبی و سرسپرده به اسلام و حکومت عادلانه مطابق با قرآن و سنت بود. وی سخت‌گیرانه وظایف مذهبی را مراعات می‌کرد و از متاع دنیوی دوری می‌جست. برخی نویسندگان وی را فاقد مهارت و انعطاف‌پذیری سیاسی می‌دانند.

## در دیدگاه‌ها
در مورد هیچ‌یک از مردان صدر اسلام، مانند علی نظرات موافق و مخالف گوناگون اظهار نشده است. برخی از پیروان او، علی را تا مرتبه خداوندی بالا برده و در مورد او غلو کردند که به فرقه غلاة معروف شدند. در دیگر سو برخی از مخالفان سرسختش، عناد با وی را به جایی رسانده‌اند که لعن و دشنام وی (سَب علی) را در بالای منابر مجاز می‌شمرند. تمام مسلمانان شیعه و سنی برای علی جایگاه سیاسی، فقهی، و معنوی والایی قائل هستند. تنها در دوره‌ای پس از جنگ صفین، خوارج برای او احترام کمتری قائل بودند. شیعیان افرادی را که با علی یا دیگر اهل البیت آشکارا دشمنی می‌کنند ناصبی می‌نامند.

### اهل سنت
علی در نزد اهل سنت، خلیفه چهارم از خلفای راشدین است و از جهت آنکه یکی از صحابهٔ نزدیک محمد بوده است، جایگاه بلندی در اندیشهٔ اهل سنت دارد. هرچند این جایگاه از ابتدا به این صورت نبود و عنوان خلیفهٔ راشد برای علی تنها پس از آنکه احمد بن حنبل، علی را در زمرهٔ خلفای راشدین آورد، از جانب اهل سنت مشروع تلقی شد. بعدها مؤلفان سنی به‌وفور نظرات فقهی، قضایی، و تاریخی علی را گزارش کردند و برخی تلاش کردند از سخنان علی علیه تشیع استفاده کرده و دکترین اهل سنت را پشتیبانی کنند. در میان اهل سنت، علی جایگاهی همانند سه خلیفهٔ دیگر دارد و بر مبنای نظریهٔ سابقون، در جایگاهی پایین‌تر از آنان است. بزرگ‌ترین مشکل اهل سنت، ترفیع مقام علی توسط محمد در احادیثی مانند «من کنت مولاه فهذا علی مولاه» است که برای حل این مشکل به تفسیر این حدیث پرداخته‌اند. همچنین، اکثر نویسندگان سنی به برتری دانش علی در شریعت و روایت حدیث از پیامبر اذعان دارند ولی این موارد را دلیلی بر تعیین جایگاه سیاسی او توسط محمد نمی‌دانند.

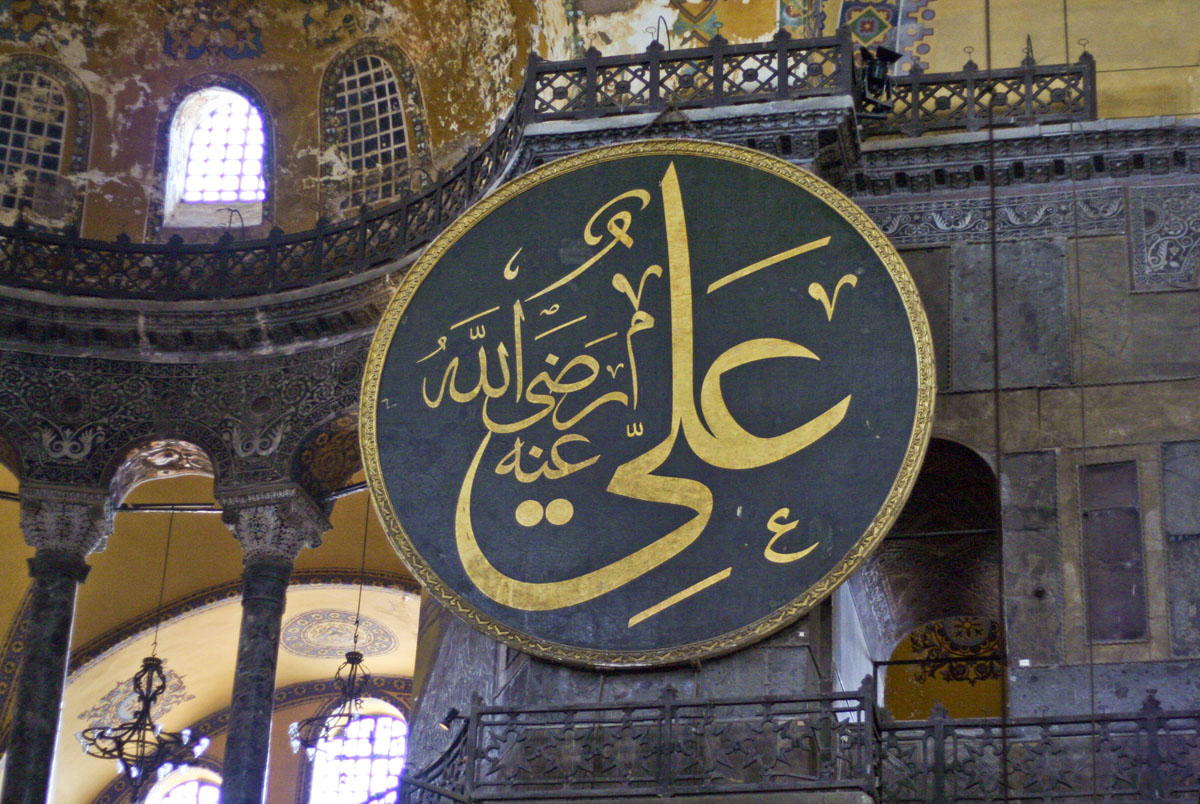
عبارت «علی رضی الله عنه» در موزهٔ ایاصوفیه

در میان اهل سنت، از لحاظ کلامی مرتبه فضیلت علی را نسبت به دیگر خلفای راشدین، به همان ترتیب خلافتش (پس از ابوبکر، عمر و عثمان) می‌دانند و او را از عشره مبشره می‌شمارند. برخی از علمای کلامی سنی مقام او را برتر از عثمان اما پس از ابوبکر و عمر می‌دانند. برخی از فرقه‌های معتزله که به مفضله مشهورند نیز علی را افضل صحابه و خلفا می‌دانند، اما از آن‌جا که امامت کسی که فضل کمتری دارد (مفضول به افضل) را جایز می‌دانند، خلافت خلفای پیش از علی را صحیح می‌شمارند.

### شیعه

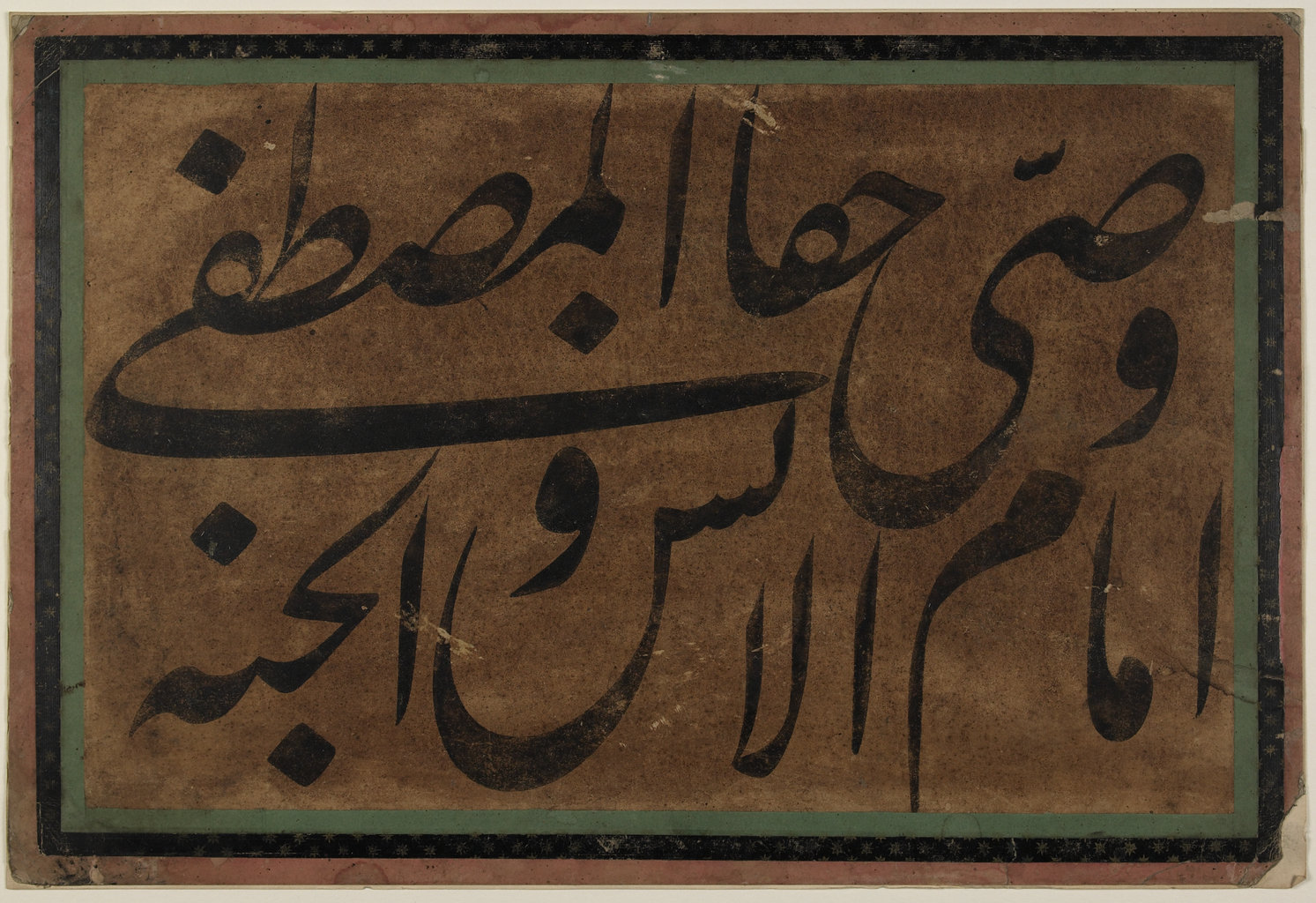
لوحی متعلق به شیعیان هند در مدح علی که با خط نستعلیق و در حدود سده‌های ۱۸ و ۱۹ میلادی نوشته شده است. عبارت روی لوح خوانده می‌شود: «وَصِیُّ المُصطَفَی حَقّاً، اِمَامُ الاِنسِ وَ الجِنَّه»

شیعه امامیه علی را پس از محمد افضل‌الناس (برترین مردم) می‌دانند و خلافت را نیز حق او می‌دانند، حتی در زمان خلفای پیشین؛ بنابراین شیعه سه خلیفه اول را برحق نمی‌دانند. در اعتقادات شیعه، علی جایگاه والایی دارد و اعتقاد به حقانیت او در رهبری مسلمانان، باور تعیین‌کنندهٔ شیعیان است. سخنان او مرجعی برای فقه شیعیان است و از همه مهم‌تر، شیعیان باور دارند که علی بر بقیهٔ صحابه برتری داشته و توسط محمد به جانشینی‌اش منصوب شده بود. تقوا و اخلاق علی آغازگر نوعی عرفان در میان شیعیان بوده که آنان را به صوفیان سنی مذهب نزدیک می‌کند. عبارت «علی ولی‌الله» در اذان شیعیان گنجانده شده است؛ مستعلیه مقام علی را برتر از امام می‌دانند. هر دوی این مذاهب به عصمت، علم غیب، و شفاعت علی اعتقاد دارند. حجم گسترده‌ای از ادبیات مذهبی شیعه به زبان‌های مختلف نظیر عربی، فارسی، اردو و ترکی به علی اختصاص یافته است.
شیعیان تندرو از غالیان، اعتقاد داشتند که علی دسترسی به ارادهٔ خدا داشته است؛ از این میان نصیریه اعتقاد داشتند که خداوند در علی حلول کرده است و خطابیه مقام علی را بالاتر از محمد می‌دانستند. در زمان فعلی، شیعیان و سنیان به علویان و بکتاشیه با دید شک‌آلود به قائل شدن الوهیت برای علی نگاه می‌کنند. کردهای اهل حق نیز اعتقادات مشابهی آمیخته با تناسخ در مورد علی دارند.

#### امامت و ولایت
برای تبیین امامت علی، تأکید زیادی بر آیهٔ ولایت می‌شود: «إِنَّمَا وَلِیُّکُمُ اللَّهُ وَ رَسُولُهُ وَالَّذِینَ آمَنُوا الَّذِینَ یُقِیمُونَ الصَّلَاةَ وَ یُؤْتُونَ الزَّکَاةَ وَ هُمْ رَاکِعُونَ» 
بنا بر روایتی از محمد باقر، پیامبر اسلام از توضیح و تبیینِ این آیه برای مردم اکراه داشته است؛ اما مردم همان‌طور که انتظار داشتند پیامبر احکامی چون نماز و زکات و حج را — که در قرآن به آن اشاره شده است — برای مردم تبیین کند، در این مورد هم انتظارِ توضیح داشتند. ولی پیامبر از بیمِ اینکه مبادا مردم مُرتَدّ شوند، زیر بارِ توضیح نرفت. به‌اعتقاد شیعه، در همین هنگام بود که آیهٔ ۶۷ سورهٔ مائده نازل شد: «ای پیامبر آنچه از پروردگارت بر تو نازل شده است [به مردم] برسان. اگر چنین نکنی، رسالتِ او را به‌جا نیاوردی؛ خدا تو را از مردم حفظ می‌کند…» پیامبر در غدیرِ خُم این فرمانِ خداوند را به‌جا آورد.
بنا بر این دیدگاه، در روز غدیر خم و بعد از انتصابِ علی بن ابی‌طالب به امامت بود که آیهٔ سوم سورهٔ مائده نازل شد: «امروز دین شما را به کمال رسانیدم و نعمت خود را بر شما تمام کردم و اسلام را دین شما برگزیدم.»
آیهٔ دیگری که در تبیینِ امامت علی به آن استناد می‌شود آیهٔ اولوالامر است: «ای کسانی که ایمان آورده‌اید! از خدا اطاعت کنید و از رسول و اُولُوالْاَمرِ خود فرمان بَرید.» در این آیه اطاعت از «اُولُوالْاَمر» که همان اهل بیت می‌باشند، در کنار اطاعت از خدا و رسولش واجب شده است.
همچنین بر مبنای آیهٔ مَوَدَّت دوست داشتنِ علی به مؤمنان توصیه شده است: «بگو از شما مزدی جز دوست داشتنِ خویشاوندانم نمی‌خواهم.»
مهم‌ترین حدیثی که در تأییدِ امامتِ علی به آن استناد می‌شود، حدیث غدیر است.
حدیث دیگر گفتهٔ پیامبر خطاب به علی است که «یا علی، تو برای من مانند هارون نسبت به موسی هستی، جز آنکه بعد از من پیامبری نیست.» همچنین این روایت که: «هرکس بی امام بمیرد به جاهلیت مرده است». محمد باقر برای اثباتِ گزینشِ امام توسط خداوند، به داستان ابراهیم اشاره دارد که خداوند ابتدا او را به‌عنوان «عَبد»، سپس به‌عنوان «پیامبر»، سپس به‌عنوان «رسول»، بعد به‌عنوان «دوست» و در نهایت به‌عنوان «امام» پذیرفت. در این هنگام ابراهیم پرسید آیا این فضیلت به نسلِ او هم می‌رسد که خداوند در پاسخ گفت آنان که گمراه شوند از آن نصیبی نخواهند داشت.

### صوفیان

خطاطی صفات علی به شکل شیر که در میان علویان ترکیه مرسوم است.

علی دارای جایگاهی محوری در میان اسطوره‌های طریقتهای مختلف گشت و تقریباً همه طریقت‌های تصوف، سلسلهٔ معنوی خود را از طریق علی به محمد می‌رسانند. یکی از باورهای اصلی صوفیه این است که مقام معنوی ولایت، که از محمد به علی به ارث رسیده است، فرد صوفی را قادر به پیمودن راه به سوی خدا می‌کند. جایگاه علی به‌عنوان راوی برجستهٔ سخنان محمد، او را رهبر معنوی بسیاری از حرکت‌های تصوف در قرن‌های بعدی کرد. تصور علی به‌عنوان پیرو زاهد محمد، در میان صوفیان همانند سنیان و شیعیان وجود دارد. صوفیان معتقدند محمد علوم خفیه شامل جفر را به علی آموخت. ابن عربی در کتاب در مکنون و جوهر مصون خود آورده است که علی نخستین کس در عالم اسلام است که مربع صد اندر صد را کشیده است. صوفیان مقارن با عصر مغول و پس از آن نیز، سعی کردند تا طریقت خود را به علی بن ابی‌طالب منتسب سازند. در این میان، سلسله‌های کبرویه همدانیه، نوربخشیه، ذهبیه و نعمت‌اللهیه نسب ارشاد خود را به علی می‌رساندند. بعضی از مشایخ صوفی، علی را آدم اولیاء می‌دانستند و تمام اولیا صوفیه را مستفید از روحانیت او می‌شمردند.

### در فلسفه و عرفان اسلامی
به نوشتهٔ سید حسین نصر در دانشنامه بریتانیکا در فلسفهٔ اسلامی متأخر به‌خصوص آموزه‌های ملاصدرا، موسوم به حکمت متعالیه، خطبه‌ها و احادیث علی به‌عنوان مرجع اصلی دانش فلسفی یا حکمت الهی تلقی می‌شود و وی را نخستین فردی می‌دانند که از اصطلاحات عربی برای بیان آرای فلسفی بهره جسته است. همچنین گفتهٔ وی «به آنچه گفته شده است بنگر؛ نه آنکه آن را گفته» ویژگی اصلی اندیشهٔ اسلامی را بیان می‌کند که طبق آن مکتب‌ها بر اشخاص ارجح‌اند و افکار بر مبنای ارزش درونمایهٔ آن داوری می‌شود؛ نه بر مبنای مراجع تاریخی آن‌ها.

## در آثار فرهنگی

### آثار ادبی و هنری
توده‌ای از اشعار دینی یا دینی-سیاسی از دوره خلافت علی پدیدار شد که بیشتر شاعران آن، از میان پیروان علی بودند. شعر حجر بن عدی و برخی از قطعات شعری ابواسود، از نخستین اشعار شاعران شیعی در زمینه دینی-سیاسی بوده است که شامل مدح علی بن ابی‌طالب بودند. پس از روی کار آمدن صفویان و آزادی اندکی در بیان اعتقادات شیعی، شاعران شیعی شعرهایی با موضوع مدح اهل بیت را سرودند. سید حمیری از شاعران این دوره است که اشعار بسیاری را در مدح علی سروده است.

## منبع‌شناسی
بخش اعظم آنچه دربارهٔ شخصیت‌های صدر اسلام نظیر محمد و علی موجود است حداقل نزدیک به دو یا سه قرن بعد از مرگ آن‌ها جمع‌آوری شده است. این اطلاعات اغلب با یکدیگر تعارض دارند، نامحتمل هستند و خیلی کم توسط منابع مستقل تأیید شده‌اند؛ لذا بیشتر مورخان امروزی ندرتا به این اطلاعات تکیه می‌کنند و هرگونه روایت قابل اعتمادی از زندگی شخصیت‌هایی چون علی پس از کنار گذاشتن اطلاعات نامعتبر، چیزی بیشتر از نمایی کلی از زندگی او نخواهد بود.
دربارهٔ زندگانی علی گزارش‌های فراوانی در متون اسلامی آمده است؛ چنان‌که مورخان اسلامی پس از محمد، بیشترین حجم مطلب را به زندگی او اختصاص داده‌اند. از این جهت که شخصیت علی برای مسلمانان (اعم از شیعه و سنی) دارای اهمیت مذهبی، سیاسی، فقهی و روحانی است، زندگی او به طرق مختلف تحلیل و تفسیر شده و اسناد تاریخی موجود نیز تحت تأثیر ملاحظات فرقه‌ای قرار گرفته است.
منابع تاریخی دست اول در خصوص زندگی علی قرآن، حدیث و همچنین نوشته‌های تاریخ‌نگاری اولیهٔ مسلمانان است. منابع دست دوم شامل کتاب‌های تاریخی نوشته‌شده توسط مسلمانان سنی و شیعه و نیز مسیحیان عرب و هندوهای ساکن در خاورمیانه و آسیا و شمار اندکی از تاریخ‌نگاران نوین غربی است. هرچند بسیاری از منابع اولیهٔ اسلامی تا حدی نسبت به علی رنگ تعصب — در برخی موارد مثبت و در برخی موارد منفی — به خود گرفته است.
دانشمندان غربی پیشین، غالباً به روایات و گزارش‌های گرد آمده در دوره‌های بعد از اسلام متمایل بودند که شیعه و سنی با توجه به مواضع مذهبی‌شان بیشتر به روایت آن‌ها علاقه داشته‌اند. برخی محققان بر این باورند که این روایات ساختگی هستند. این دیدگاه سبب شده که بسیاری از روایات قطعی نیز به علت متواتر بودنشان در دوره‌های بعد از اسلام، جعلی تلقی شوند. لئون کائتانی گزارش‌های تاریخی منسوب به ابن‌عباس و عایشه را عمدتاً ساختگی می‌پندارد؛ در حالی که روایات بدون سند گزارش‌شده توسط تاریخ‌نویسان اولیه مانند ابن اسحاق را معتبر می‌داند. ویلفرد مادلونگ این دیدگاه را که تنها روایت‌شدن در «منابع اولیه» را ملاک درستی روایات بدانیم و بخش اعظمی از روایات را به بهانهٔ اینکه بعدها توسط شیعه و سنی نقل شده‌اند جعلی تلقی کنیم، رد کرده است. به گفتهٔ وی، این دیدگاه کائتانی بی‌اساس است. مادلونگ و برخی از مورخان، روایات نقل‌شده در دوره‌های بعد را به خودی خود رد نمی‌کنند؛ بلکه ملاک آن‌ها برای درستی این روایات، سازگار بودن آن‌ها با دیگر حوادث روایت شده است.
هنگامی که کتابت بین مسلمانان رواج یافت، جزوه و مقالات متعددی بین سال‌های ۷۵۰ و ۹۵۰ میلادی نوشته شد. به گفتهٔ رابینسون، حداقل ۲۱ گزارش مجزا دربارهٔ نبرد صفین نوشته شده است. ابومخنف، یکی از مورخان مشهور این دوره بود که سعی کرد تمام روایات شفاهی را جمع‌آوری کند. مورخان قرن ۹ و ۱۰ میلادی روایات در دسترس را جمع‌آوری، انتخاب و مرتب کردند. با این حال، بسیاری از این کتاب‌ها و مقالات امروز در دست نیست؛ به جز مواردی که بعداً در آثاری مانند تاریخ الرسل و الملوک محمد بن جریر طبری مورد استفاده قرار گرفته‌اند.

## سال‌شمار
از و به نمی‌توانند هیچ یا مساوی باشند.
از و به نمی‌توانند هیچ یا مساوی باشند.
توضیحات
- مقیاس نمودار در ردیف نخست با مقیاس ردیف دوم (مرتبط با حجت المهدی) یکسان نیست.